# Trama dell'Odissea
In questa pagina è riportata la trama dell'Odissea.

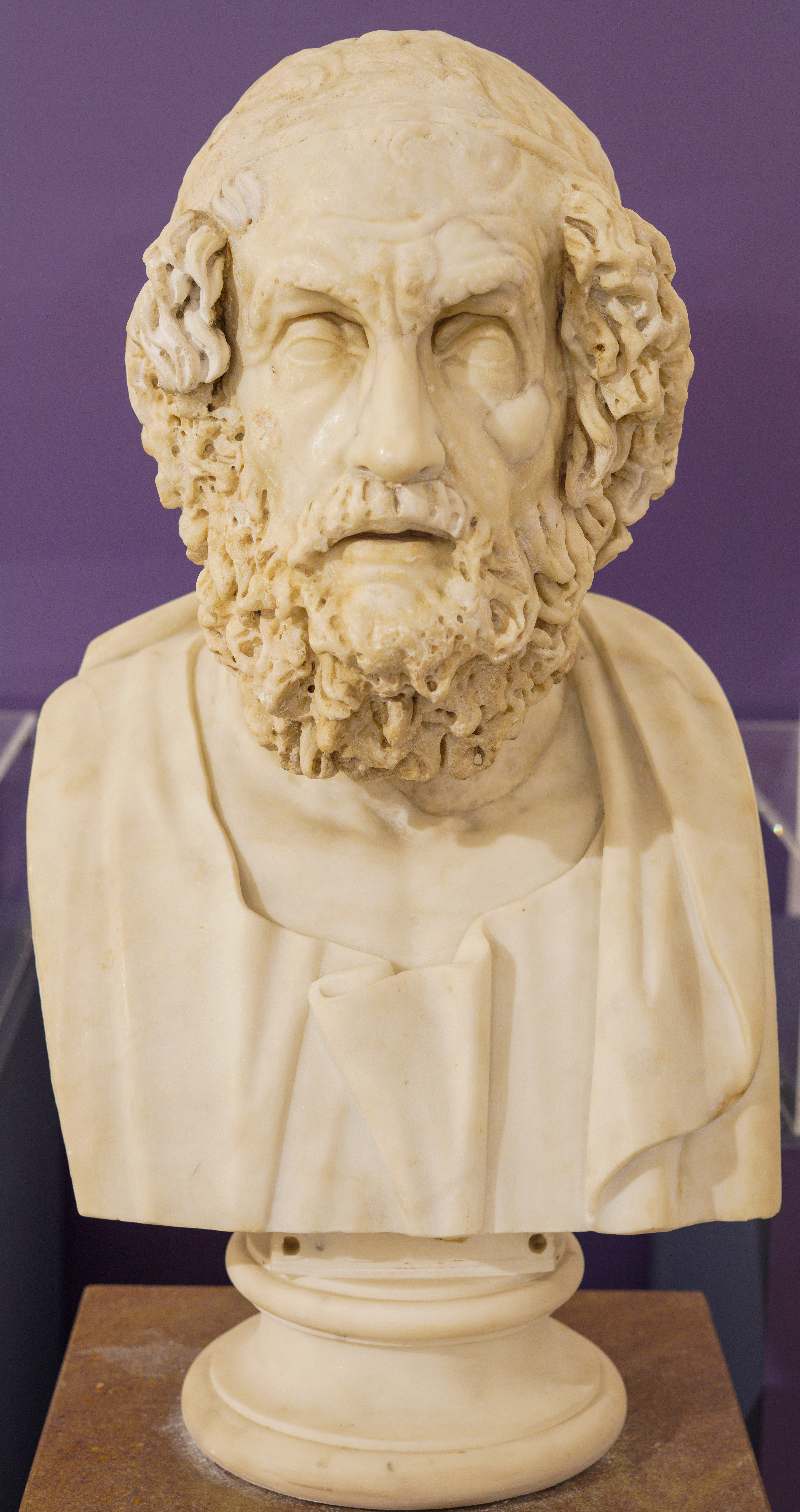
Omero.

## Libro I
Stolti! Che osaro vïolare i sacri al Sole Iperïon candidi buoi con empio dente, ed irritaro il nume che del ritorno il dì lor non addusse.»
(Proemio dell'Odissea nella traduzione di Ippolito Pindemonte)
Dopo un'introduzione nella quale sono presentati in modo generico la tematica dell'opera e il suo protagonista Odisseo, e in particolare il fatto che Poseidone sia con questi irato, la scena si apre sul consiglio degli dei. Essi decretano, dopo qualche allusione alla sorte di Egisto e in assenza di Poseidone, che sia giunta per Odisseo, trattenuto dalla ninfa Calipso sull'isola di Ogigia, l'ora del ritorno dopo la guerra di Troia. Dunque, come decretato, Atena si reca a Itaca sotto le mentite spoglie di un fantomatico Mente, re di Tafi; dopo essere stata accolta, dialogando con Telemaco, lo conforta, invitandolo altresì a viaggiare alla volta di Pilo e Sparta, per raccogliere notizie concernenti la sorte del padre. Atena si allontana. Frattanto, mentre i Proci, pretendenti di Penelope, banchettano, Femio, rapsodo alla corte d'Itaca, ha modo di esprimere la propria arte sul tema dei ritorni degli eroi greci da Troia: per via di ciò, è rimproverato da Penelope, alla quale si rivolge con fermezza Telemaco, che comunica ai Proci di aver l'intenzione di tener loro un discorso il dì seguente. Quindi si ritira, dopo aver ricevuto dagli avversari (Antinoo e Eurimaco) alcune repliche.

## Libro II
Alla mattina presto, nel contesto del dibattito precedentemente annunciato, dopo una breve introduzione di Egizio, Telemaco, preso in mano lo scettro, accusa i Proci di sperperare le ricchezze di suo padre e di addolorare lui medesimo, che già soffre per non sapere la sorte del genitore, ma Antinoo, principale tra i pretendenti, accusa Telemaco di calunniarli e ritorce l'accusa contro sua madre che, rifiutandosi di scegliere un nuovo marito, di fatto permette a tutti i Proci, e non a uno solo di loro, di rimanere a corte. Dopo una veloce replica, nella quale Telemaco afferma di non poter rimandare a casa la madre per il rispetto che ha nei confronti suoi, del padre di lei e di Odisseo, un messaggio divino è mandato da Zeus sugli uomini intenti a discutere: Aliterse, schernito e minacciato da Eurimaco che chiede la restituzione di Penelope al padre e le conseguenti nozze, pronostica un prossimo ritorno di Odisseo. In seguito, Telemaco annuncia la sua intenzione di recarsi a Pilo e Sparta col fine di raccogliere notizie del padre. Si ha quindi una violenta discussione tra Mentore, cui era stata affidata la gestione della casa da parte di Odisseo al momento della partenza, e Leocrito: il primo accusa il popolo di non aver custodito la famiglia regale dai pretendenti. Il progetto di Telemaco è concretizzato grazie al supporto di Atena, che gli appare sotto le mentite spoglie di Mentore, mentre passeggia in riva al mare: gli profetizza la tragica fine dei pretendenti e gli offre una nave. Dopo essersi scontrato con i pretendenti, che desiderano spartirsi i beni di Odisseo, e aver confidato alla nutrice Euriclea i suoi progetti, facendosi promettere che non svelerà nulla a Penelope, Telemaco si imbarca sul battello di Noemone, accompagnato da Atena nuovamente sotto l’aspetto di Mentore: in precedenza questa, fingendosi Telemaco, aveva raccolto molti Itacesi per la partenza e aveva fatto calare il sonno sui pretendenti.

## Libro III
Telemaco, giunto a Pilo, è accolto dal re di questa città, Nestore, che si trovava sulla spiaggia per offrire un sacrificio a Poseidone in compagnia dei due figli. Dopo aver offerto agli ospiti un banchetto, Nestore interroga Telemaco in relazione allo scopo del suo viaggio e alla sua identità. A questo punto Telemaco si presenta come figlio di Odisseo e domanda a Nestore che ne sia stato di suo padre poiché "nessuno sa dirci chiaro dov'è finito, se sulla terra fu ucciso da genti nemiche, oppure nel mare, tra l'onde d'Anfitrite". Nestore, dopo un breve accenno al dolore connesso alla guerra, comincia a narrare gli eventi che la seguirono, nel ritorno che "Zeus meditò doloroso agli Argivi". Appena dopo la guerra erano scoppiati dissensi tra Agamennone, che avrebbe voluto rimanere lì per fare ecatombi per ingraziarsi Atena, e Menelao, che avrebbe voluto fare ritorno subito: ciò aveva provocato la divisione dell'esercito. Sia Nestore sia Odisseo avevano fatto parte del contingente che aveva deciso di salpare, ma a causa di successive controversie, alcuni (tra i quali Odisseo) si erano separati dagli altri (tra i quali Nestore). Il figlio di Achille Neottolemo, Filottete, Idomeneo e Agamennone (poi ucciso da Egisto e vendicato da Oreste) erano stati gli unici a far ritorno per certo coi loro contingenti, per quanto ne sappia Nestore. Telemaco è avvilito, ma viene prontamente confortato da Nestore e da Atena. Telemaco pone a Nestore un'ultima domanda riguardo alla sorte di Agamennone, re di Micene. Nestore risponde dicendo che dapprima Clitennestra era rimasta fedele al marito ma che poi Egisto, allontanato colui che doveva sorvegliarla, era riuscito a sedurla; intanto Menelao, colpito da una tempesta nei pressi di Capo Malea, era stato trasportato dalla corrente in Egitto ed era riuscito a far ritorno solo all'ottavo anno, quando Agamennone era ormai già stato ucciso. Nestore, sapendo di non essere la persona più idonea a dar testimonianza degli eventi capitati in sorte a Odisseo, invia Telemaco proprio da Menelao, il cui recente ritorno lo rende un testimone più accreditato. Nestore, dopo aver invitato i suoi ospiti a dormire nella propria dimora, ricevuto un rifiuto di Mentore, comprende come quest'ultimo sia in realtà Atena e lo comunica a Telemaco, rincuorandolo: se gli dèi si curano così tanto della sua sorte, e Atena in particolare, non ha a suo giudizio da temere per il futuro. Dopo la notte passata a casa del re, la mattina seguente nella reggia di Pilo si innalza un sacrificio ad Atena, immolando una vacca: dopo che è stato compiuto il rito, il figlio di Nestore Pisistrato accompagna Telemaco alla volta di Sparta viaggiando per due giorni e trovando ospitalità per la notte.

## Libro IV
Giunti Telemaco e il compagno Pisistrato alla ricchissima corte di Menelao, ove si stanno celebrando le doppie nozze dei suoi figli Megapente ed Ermione rispettivamente con Ipiloche figlia di Alettore e Neottolemo figlio di Achille, il re accoglie i suoi ospiti in modo fastoso, facendoli giungere al suo cospetto per mezzo di araldi. Dopo un lauto banchetto, inizia il dialogo tra il sovrano e i suoi ospiti con una prima rimembranza di Menelao dei fatti concernenti la guerra e al proprio ritorno, suscitata involontariamente da Pisistrato alludendo alle ricchezze della casa, che Menelao aveva ricondotto in patria dopo otto anni di vagabondaggi, ma che non sono per lui fonte di felicità. Menelao conclude il suo breve discorso con un'allusione a Odisseo, pur ignorando di trovarsi al cospetto di suo figlio, e riconoscendolo solo per la sua commozione dinanzi a questa narrazione, come poco dopo Elena per le sue fattezze. Un'ennesima rievocazione delle gesta di Odisseo e dei suoi straordinari meriti provoca la commozione dei presenti, arrestata da Elena versando nel cratere del vino un farmaco prelevato in Egitto: dopo un veloce intervento di Pisistrato, che fa riferimento al fratello Antiloco, la discussione è rimandata al giorno successivo. Il banchetto prosegue accompagnato dalla narrazione di Elena della conclusione della guerra combattuta ad Ilio: poco prima della caduta della rocca aveva incontrato Odisseo, che era riuscito ad intrufolarsi nella città vestito da mendicante. Dopo che Menelao fa un rapido riferimento all'episodio del cavallo di legno, Telemaco viene condotto a letto. Dopo la notte passata a palazzo, si tiene un dialogo tra Telemaco e il suo ospite, durante il quale il primo, esortato dal secondo, riferisce la sua richiesta (cioè di avere informazioni sul padre) e la narrazione di quali soprusi stiano compiendo i Proci; l'anfitrione, dopo essersi dispiaciuto per la sorte della reggia d'Itaca, narra in risposta all'ospite le vicende relative al suo ritorno in patria. In particolare Menelao, trattenuto in Egitto per non aver innalzato sacrifici agli dei, per mezzo di un inganno escogitato da Idotea, figlia del dio marino e mutaforma Proteo, era riuscito a costringere quest'ultimo a svelargli la modalità per ritorno a casa (ossia effettuare ecatombi), travestendosi da foca assieme a tre compagni ed imprigionandolo. Dopodiché, domandando a Proteo quali dei compatrioti avevano fatto ritorno in patria, era venuto a sapere le loro sorti (Odisseo era bloccato in mare; Aiace Oileo o Locrese, dopo essere stato salvato da un naufragio grazie all'intervento di Poseidone, era stato da quello ucciso poiché aveva affermato "d'aver sfuggito a dispetto dei numi l'abisso grande del mare"; Agamennone, tornato in patria nonostante qualche piccolo contrattempo, era stato ucciso da Egisto) e gli era stato pronosticato che non sarebbe morto in patria. Nonostante il re di Sparta proponga a Telemaco di trattenersi nella sua reggia, questi rifiuta la sua offerta poiché deve raggiungere i compagni; Menelao gli consegna un cratere finemente decorato come dono. Intanto a Itaca i pretendenti, mentre si stanno dilettando, apprendono da Noemone (l'uomo che aveva volente prestato la barca a Telemaco) che il figlio del sovrano è partito in compagnia di un nume nascosto sotto le mentite spoglie di Mentore: di conseguenza, Antinoo con venti compagni parte per tendergli un agguato nello stretto tra Itaca e Same. L'araldo Medonte, che ha sentito il discorso, informa però Penelope, ignara della partenza del figlio, del fatto che i pretendenti vogliono attentare alla vita di Telemaco: quella si dispera, si sfoga contro le ancelle, sgridandole per non averla informata, si propone di mandare (cosa che non farà, dissuasa da Euriclea) un servo dal suocero Laerte per informarlo e si ritira per innalzare ad Atena una preghiera. Dopo la partenza dei pretendenti, Penelope parla in sogno col fantasma di Iftime, sua sorella, che la rassicura a riguardo della sorte del figlio ma non le rivela se Odisseo è vivo o meno. La narrazione si conclude con lo sbarco dei pretendenti ad Asteride, isoletta posta al largo di Itaca.

## Libro V
Dopo che in un secondo consiglio degli dei Zeus ha evidenziato, sollecitato dalle proteste di Atena, la necessità di concedere ad Odisseo il ritorno in patria, Zeus invita Ermes a recarsi sull'isola di Calipso per sollecitare quest'ultima a rilasciare il suo prigioniero. Viene quindi descritto l'incontro tra Ermes e la ninfa Calipso, ambientato sulla lussureggiante isola di Ogigia, durante il quale il primo invita la seconda a rilasciare Odisseo, sottoponendosi al volere degli dei olimpici; ella risponde, dopo aver affermato che si sente vittima di un'ingiustizia al pari di altre dee che non si videro approvare i loro amori con mortali, che consentirà ad Odisseo il ritorno, agevolandolo con consigli e rinunciando al suo progetto di renderlo immortale. Dopo che Calipso si è recata da Odisseo proponendogli di partire e dopo aver vinto la sua perplessità con un giuramento solenne fingendo il suo sia un atto di generosità, Odisseo spiega alla dea che, a dispetto delle prove che dovrà affrontare per tornare in patria, sempre vorrà recarvisi per amore di Penelope. Odisseo si costruisce una zattera in cinque giorni, seguendo per quanto concernente la scelta dei legnami i consigli di Calipso, che gli fornisce pure gli attrezzi, le vele, le cibarie, l'appoggio del vento e alcune indicazioni riguardo quale rotta seguire, orientandosi con le stelle. Quando ormai è in prossimità di Scheria, isola dei Feaci, è scorto da Poseidone che scatena una violenta tempesta per farlo naufragare, facendogli rimpiangere il fatto di essere scampato da Ilio per il solo apparente fine di una morte ingloriosa. Dopo aver fatto naufragio ed essere sbalzato in mare, a fatica risale sulla zattera ed è raggiunto dalla dea Ino, che gli consegna il suo velo magico che gli impedirà di annegare: egli, sebbene dubbioso, quando si scatenano i flutti si avvolge attorno al petto la benda immortale. Distrutta definitivamente la nave, deve saltare in acqua e, regolati i venti da Atena, riesce a proseguire nuotando per tre giorni. Temendo di venir spinto verso gli scogli o al largo, dopo essere stato spinto contro le rocce ma esser di nuovo precipitato in mare, nuota alla ricerca di una spiaggia: risale un fiume supplicandolo di fermare la sua corrente. Tormentato da mille dubbi, bacia la terra e si intrufola nella selva, andando a dormire sotto un cespuglio di oleandro e olivo, dove è fatto addormentare da Atena.

## Libro VI
Il canto si apre con una breve descrizione della società e della storia del popolo dei Feaci. Atena arriva nel palazzo reale ed entra nella camera della principessa Nausicaa, figlia di re Alcinoo, fanciulla di straordinaria bellezza, e le parla fingendosi la figlia di Dimante, sua amica: la invita a recarsi ai lavatoi quella mattina stessa per preparare le vesti che dovrà indossare all'ormai prossimo matrimonio. La mattina, senza accennare minimamente al sogno né alle imminenti nozze, chiede al padre un carro con mule per poter andare a lavar le vesti sue e dei suoi parenti: quello, comprendendo tutto, decide di fornirglielo. Uscita dalla città con delle ancelle, si reca sulle rive del fiume, dove si trovano i lavatoi: dopo che hanno adempito al comando della dea, le fanciulle si lavano e, sfamatesi, iniziano a giocare a palla attendendo che le vesti si asciughino. Le fanciulle cominciano però a gridare, svegliando Odisseo, quando il pallone, lanciato da Nausicaa ma non preso da alcuna ancella, va a cadere nel fiume. Dopo che Odisseo, meditando a riguardo della provenienza di quel grido, si avvicina alle fanciulle spaventandole con il suo aspetto di naufrago, Atena induce Nausicaa a trattenersi. Vedendo la ragazza, dopo aver pensato se sarebbe stato meglio supplicarla o parlarle da lontano, e preferendo quest'ultima ipotesi, Odisseo le si rivolge complimentandosi per l'eccezionale bellezza, accennando ai tragici eventi del suo passato e chiedendo se gli possa indicare la via per la città e donare un panno con cui vestirsi, ottenendo una risposta affermativa. Nausicaa, richiamate le ancelle, fa dare all'ospite cibo, bevande e vestiti e comanda loro di lavarlo; quello rifiuta quest'ultima proposta e, lavatosi da sé e reso più maestoso nell'aspetto da Atena, è servito dalle ancelle e notato nella sua bellezza da Nausicaa. Quando stanno per far ritorno alla reggia, Nausicaa chiama a sé Odisseo invitandolo sì a seguirla, ma a lasciare che lei e le ancelle entrino per prime nella città, trattenendosi in un pioppeto sacro ad Atena, affinché non sorga il rischio che qualcuno, vedendo al suo fianco Odisseo, possa sospettare che tra loro ci sia una relazione, compromettente per la dignità della futura sposa. Dopo che Nausicaa gli ha dato alcune informazioni su come comportarsi a corte, raccomandandogli di presentarsi al cospetto della coppia regale come supplice abbracciando le ginocchia della regina, il gruppetto costituito dalla principessa, dalle ancelle e dal loro ospite parte dalla riva del fiume per poi separarsi una volta nei pressi della città: l'eroe supplica Atena ma questa non gli appare, temendo l'ira di Poseidone.

## Libro VII
Nausicaa fa ritorno a palazzo, senza nulla svelare al padre e ritirandosi nelle proprie stanze. Contemporaneamente Odisseo, circondato dalla nebbiolina che Atena gli ha fatto scendere attorno, si muove verso la città e qui, incontratala, domanda alla dea sotto mentite spoglie di condurlo alla reggia, ottenendo risposta affermativa e venendo così condotto di nascosto per la città. Dopo che ha brevemente riassunto la storia del popolo dei Feaci e ha fatto ad Odisseo alcune raccomandazioni, Atena sparisce lasciando l'eroe ad ammirare la bellezza e la ricchezza della reggia. Dopo alcune considerazioni sulle virtù e le attività tipiche dei Feaci (tessitura e navigazione) e dopo la descrizione della tenuta che circonda il palazzo, nella quale mai gli alberi cessano di dare frutto, viene descritto l'accesso di Odisseo nel palazzo: passato di nascosto per la sala grazie alla nebbia versatagli addosso da Atena, si palesa solo quando si trova presso Arete, la regina, pregandola e abbracciandole le ginocchia. Presentatosi come supplice, Odisseo prega Arete di fornirgli un compagno col quale tornare ad Itaca: concessogli sotto suggerimento di Echeneo di sedersi su un trono, al pari dei commensali, viene lavato e ha modo di sfamarsi. Dopo che i principi hanno libato a Zeus protettore dei supplici, Alcinoo tiene un discorso proponendo di far precedere la partenza di Odisseo da un banchetto. Dopo che Odisseo ha rassicurato i commensali a riguardo del fatto di non essere una divinità e ha alluso alla sua sorte avversa, tutti si ritirano approvandone le parole. La scena del banchetto viene sostituita da quella di un dialogo a tre, nella quale i protagonisti sono Odisseo, Arete e Alcinoo. Dato che ha riconosciuti gli abiti come da lei tessuti, pur non sapendo ciò che era accaduto a sua figlia e che ci sia un nesso tra l'ospite e quella, il re domanda a Odisseo donde venga, ottenendo come risposta un breve sunto delle sue ultime avventure trascorse negli otto anni seguiti al naufragio presso l'isola di Ogigia: è solo in questa occasione che la coppia regale viene messa al corrente dell'incontro intercorso tra i due. Per proteggere Nausicaa dal biasimo paterno dovuto al fatto che non ha condotto seco l'ospite, Odisseo si addossa la responsabilità della scelta di arrivare solo in un secondo momento: Alcinoo, apprezzandone l'assennatezza, lo invita, pur non volendolo forzare, a rimanere tra di loro e a sposare sua figlia, fissando comunque la partenza via mare per il giorno successivo. Il canto si conclude con la scena in cui la coppia regale e l'ospite si coricano.

## Libro VIII
La scena si apre con la descrizione della mattutina assemblea dei capi dei Feaci, che si tiene presso le navi: Atena, aggirandosi per la città sotto le mentite spoglie di un araldo, diffonde la notizia dell'arrivo di un naufrago e versa straordinarie bellezza e forza su di lui. Alcinoo pianifica i successivi eventi, che vengono di seguito diffusamente descritti: dopo che cinquantadue giovani hanno preparato la nave per la partenza, si apparecchia il pranzo e viene condotto nella sala il cantore Demodoco. Il tema del canto, che segue il banchetto e commuove profondamente l'ospite, riguarda strettamente la guerra combattuta presso Ilio: si tratta dell'epica contesa tra Achille ed Odisseo. Notata la sospetta commozione di Odisseo, Alcinoo indice i giochi in onore dell'ospite: la gara di corsa è vinta da Clitoneo, quella di lotta da Eurialo, quella di salto da Anfialo, quella di lancio del disco da Elatreo, quella di pugilato da Laodamante, figlio d'Alcinoo; Eurialo propone all'ospite di prendere parte ai giochi, ottenendo da lui un rifiuto, e quindi controbattendo offendendolo, provocando una reazione irritata da parte di Odisseo che a sua volta lo offende, affermando che è "vuoto di mente"; accetta quindi la sfida, meritandosi una decisiva vittoria nel lancio del disco e i complimenti di Atena. Dopo che Odisseo ha ricordato la sua eccezionale abilità nel tiro con l'arco e col giavellotto, pur affermando di non essere pari agli antichi eroi, Alcinoo prende la parola e gli risponde, elencando le attività pacifiche in cui i Feaci eccellono. La scena successiva descrive il ballo di alcuni giovani che eccellono in quest'arte tra tutti i Feaci, accompagnati nella loro attività dal canto di Demodoco, che canta gli amori adulterini di Ares e Afrodite, svelati dal Sole al marito di lei Efesto: preparate delle catene per imprigionare i due amanti, Efesto era riuscito a catturarli, provocando il riso di tutti gli dei ma lo sdegno di Poseidone, che aveva promesso di pagare un riscatto per la libertà dei due. Dopo che Odisseo si è complimentato con Alcinoo per l'abilità dei danzatori, quest'ultimo decide di fargli un dono: Eurialo, che prima aveva offeso Odisseo, si scusa donandogli uno spadone pregiato. Dopo che la scena si è spostata nel palazzo regale, Odisseo riceve abbondanti doni, viene lavato e ha modo di salutare Nausicaa, riconoscendosi come suo debitore. Donato a Demodoco un grosso pezzo di carne di maiale, Odisseo dopo il banchetto serale si rivolge all'aedo, complimentandosi nuovamente con lui e pregandolo di riportare le vicende relative allo stratagemma del cavallo, che aveva dato origine a reazioni contrastanti tra i Troiani, che alla fine avevano deciso di tenerlo, permettendo così la caduta di Ilio. Dato che Odisseo risulta ancora una volta commosso dalla narrazione di questi eventi, attirando nuovamente l'attenzione di Alcinoo, quest'ultimo parlando ai Feaci chiede che il cantore taccia e che Odisseo sveli definitivamente il suo nome e la sua identità, affinché le navi dei Feaci, che riescono a comprendere da sé il volere degli uomini, possano condurlo in patria, provocando, secondo un'antica predizione, la fine della civiltà feacia; chiede inoltre che Odisseo narri le proprie avventure e spieghi perché i fatti relativi alla guerra combattuta presso Ilio gli provochino tanta commozione. La risposta è rimandata al canto successivo.

## Libro IX
Dopo un breve elogio all'arte del cantore, Odisseo si rivela e presenta l'obiettivo finale del proprio viaggio, ossia il ritorno in patria: segue la narrazione delle sue avventure negli otto anni precedenti, che occupa gli interi libri IX-X-XI-XII.
Sconfitti i Ciconi (popolo stanziato in Tracia orientale, che aveva aiutato i Troiani) con una battaglia che aveva visto la presa della loro città, Ismara, diviso il bottino e distribuito tra i compagni, Odisseo aveva proposto, non ascoltato dai compagni, di partire. Mentre i compagni continuavano a far razzia e a gozzovigliare, i Ciconi avevano raggiunto altri membri della propria tribù e, coalizzati, avevano respinto gli invasori dopo una breve resistenza, causando la morte di sei compagni per ciascuna delle dodici navi. Dopo aver ricordato il nome dei caduti e aver passato due giorni attendendo la fine di una tempesta, le navi di Odisseo erano state trascinate "oltre Citera", raggiungendo dopo nove giorni di viaggio la terra dei Lotofagi, che avrebbero offerto ai compagni di Odisseo inviati come ambasciatori di mangiare del frutto che loro coltivavano, causando negli ospiti la perdita del desiderio di tornare a casa e costringendo Odisseo a riportarli alle navi con la forza, legandoli poi ai banchi. Prima di narrare la successiva avventura, Odisseo fa una breve presentazione del popolo dei Ciclopi, l'avventura vissuta coi quali sarebbe stata narrata poco dopo: evidenzia come essi non coltivino piante, vivendo quali raccoglitori, e non abbiano vita comunitaria e quindi leggi per regolarla, vivendo ciascuno in una grotta lontana dalle altre e non praticando il commercio poiché non dispongono di navi. L'ambientazione che accoglie l'avventura di Odisseo coi Ciclopi è quella di un arcipelago eccezionalmente fertile e verdeggiante, su una delle cui isole vivono allo stato brado infinite capre: approdati nel porto naturale di questa, Odisseo aveva fatto passare la notte ai compagni sulla riva del mare, per andare a cacciare il giorno successivo, prendendo nove capre per ognuna delle navi. Dato che durante la caccia avevano avuto prova del fatto che l'isola attigua fosse abitata, il giorno successivo Odisseo era partito con la sua nave alla volta di quella, lasciando tutte le altre come presidio sull'isola abitata dalle capre selvatiche. Arrivato in prossimità della costa, scorgendo la grotta di un Ciclope, che altri non era se non Polifemo, aveva invitato i suoi compagni a rimanere sulla nave, mentre lui coi dodici più fidati avrebbe raggiunto quell'antro, portando con sé un grande otre di vino che poi gli sarebbe tornato utile, donatogli da Marone, sacerdote di Apollo a Ismara, come ringraziamento per averlo risparmiato nella razzia. Benché i compagni chiedessero di fuggire, rapiti i lattonzoli e i formaggi presenti nella spelonca in cui erano penetrati, Odisseo era rimasto all'interno auspicando di poter ricevere doni dall'ospite che, tornato, senza accorgersi di loro, aveva cominciato a mungere i propri animali per far del loro latte formaggio e bibita per la cena. Notatili e interrogatili riguardo alla loro identità, il Ciclope, sentitosi rispondere che erano guerrieri achei capitati lì per avventura, che gli si presentavano come supplici, aveva risposto in modo irriverente. Odisseo, pur mentendo e affermando di aver fatto naufragio, non era riuscito a intenerire il Ciclope, che anzi aveva afferrato due dei compagni per nutrirsene. Quest'ultimo addormentatosi, Odisseo si era trattenuto dall'ucciderlo perché ciò avrebbe causato anche la loro morte, considerato che la bocca della caverna era chiusa con un masso gigantesco spostabile solo dal Ciclope. Uccisi altri due compagni per farne la sua colazione, il Ciclope era uscito dalla grotta richiudendosela alle spalle e Odisseo, cominciando a pensare come fosse per loro possibile fuggire, aveva elaborato un espediente: avrebbero accecato il mostro per poi fuggire. Mentre il gigante, uccisi altri due uomini, stava apparecchiando la cena, gli era stato offerto da Odisseo del vino, ottenendo risposta positiva. Ubriacato il Ciclope, Odisseo gli si era rivelato sotto le mentite spoglie di Nessuno, ottenendo da lui la promessa che lo avrebbe divorato per ultimo, e accecandolo appena crollato a terra, vinto dal vino e dal sonno. Urlando selvaggiamente, il Ciclope aveva chiamato aiuto, facendo accorrere tutti gli altri Ciclopi, che, domandando a quello chi gli desse noie, si erano sentiti dire che fosse Nessuno, rispondendo così che l'unico modo per eliminare questo genere di fastidi era pregare il padre Poseidone, immaginando che si trattasse di un male mandato dal cielo. Il mattino dopo, benché l'ormai cieco Ciclope facesse la guardia all'uscio, Odisseo era riuscito a far fuggire i compagni facendoli aggrappare alle pecore condotte al pascolo. Dopo che Polifemo aveva tenuto un breve discorso al montone capo del gregge cui era aggrappato Odisseo, credendo che il suo star in fondo fosse un modo per compiangere il padrone, e dopo che Odisseo e i suoi compagni avevano fatto ritorno alla nave caricandovi le pecore, erano salpati alla volta dell'isola delle capre. Discostatasi un poco la nave dalla costa, Odisseo s'era quindi rivolto a Polifemo, provocando l'ira di questi che, lanciando in mare la cima d'un monte, per mezzo della risacca aveva fatto tornare la barca a riva. Riguadagnato il largo, nuovamente Odisseo s'era rivolto a quello, contro la volontà dei compagni: svelato il suo vero nome, Odisseo si era inimicato in perpetuo Poseidone, padre di Polifemo, previa preghiera di quest'ultimo, che vedeva nella sua sorte il concretizzarsi d'un'antica profezia. Lanciato da Polifemo un secondo masso, questo aveva spinto in avanti la nave fino all'isola delle capre, dove Odisseo, prima di ripartire, aveva sacrificato a Zeus il montone che l'aveva tratto in salvo, senza che il sacrificio fosse risultato ben gradito al dio.

## Libro X
Dopo che Odisseo, giunto alla sua isola, era stato trattenuto dal dio dei venti Eolo affinché gli narrasse gli eventi della guerra combattuta presso Ilio, il condottiero gli aveva chiesto di partire e quello gliel'aveva concesso. Al momento della partenza Odisseo aveva ricevuto da Eolo un otre di cuoio che conteneva quasi tutti i venti del mondo, fatta eccezione per Zefiro, che soffiava in direzione di Itaca, suscitando il sospetto dei compagni, che ritenevano dentro si trovassero enormi ricchezze: quando, dopo nove giorni di navigazione, l'eroe aveva quasi fatto ritorno in patria, si era addormentato e gli altri marinai avevano aperto l'otre liberando i venti, causando un uragano e tornando nei pressi dell'isola di Eolo. Nonostante Odisseo si fosse recato dall'ospite per chiedere soccorso, questi aveva rifiutato di fornirglielo, affermando Odisseo fosse malgradito agli dei: gli Itacesi erano salpati e avevano ripreso il mare. Giunti dopo sei giorni di navigazione nella cittadina di Lamo, terra degli antropofagi Lestrigoni, tutti i marinai erano approdati nel porto, eccezion fatta per Odisseo che, spinto dalla prudenza, era rimasto al largo. Mandati però due compagni e l'araldo in esplorazione, questi avevano interrogato la figlia del re, che li aveva mandati a palazzo dove uno di loro era stato sbranato dal sovrano Antifate. Dopo che questi aveva chiamato a raccolta il suo popolo, i Lestrigoni avevano fatto affondare la flotta itacese lanciando pietre contro tutte le navi ancorate nel porto, facendo sì che Odisseo ripartisse con una sola nave. Tappa successiva del viaggio era stata l'isola di Eèa, dove viveva la maga Circe: qui Odisseo e i suoi compagni, sbarcati, si erano riposati per due giorni. Andato in esplorazione, scorta la presenza di tracce tradenti la presenza di un qualche abitante sull'isola e ucciso un enorme cervo, Odisseo aveva fatto ritorno alle navi. Tenendo il giorno successivo un discorso ai compagni, aveva affermato l'isola fosse abitata e risultasse necessario mettersi in contatto con gli abitanti: divisi i compagni in due gruppi, si erano mandati in esplorazione ventidue marinai guidati da Euriloco, scelti per estrazione. Giunti i compagni alla casa di Circe e incontrati animali selvatici dall'atteggiamento insolitamente affettuoso, i marinai erano entrati nella casa della maga ad eccezione dell'accorto capo, Euriloco. Dopo che i marinai incauti erano stati dotati da Circe di un aspetto da porci, Euriloco aveva fatto ritorno alla nave per avvisare Odisseo. Dopo il racconto dello sconvolto Euriloco, Odisseo, sconsigliato da quello, aveva deciso di partire per la dimora di Circe, ricevendo da Ermes, sotto le mentite spoglie di un giovane eroe, un'erba magica, che l'avrebbe preservato dagli artifici della maga, e numerosi consigli riguardo a come comportarsi con lei, che prontamente avrebbe seguito. Giunto al palazzo di Circe e bevutane la pozione, risultando immune grazie alla magica erba, Odisseo rivolge la sua spada verso la maga. Invitato da Circe a giacere assieme a lei, aveva accettato dopo che quella gli aveva giurato non tramasse alcuna cosa contro di lui. Lavato e onorato dall'offerta di un banchetto, Odisseo era rimasto sospettoso: chiesto a Circe che liberasse i compagni, questa aveva obbedito. Tornato alla nave, Odisseo aveva invitato i compagni a recarsi da Circe, vincendo la perplessità di Euriloco che aveva sfruttato quel momento per accusare Odisseo delle molte perdite subite durante il viaggio. Gli Itacesi si trattennero a Eèa per un intero anno. Dopo che Odisseo aveva pregato Circe di concedergli la partenza, quella gli aveva risposto che prima sarebbe dovuto discendere agli inferi per consultare l'indovino Tiresia, al quale Persefone aveva concesso di non diventare un'anima vacua dopo la morte, riguardo al ritorno; gli aveva quindi fornito informazioni riguardo a dove attraccare, come effettuare le libagioni per accedere, come ringraziare l'anime dei defunti una volta tornato in patria e come contattare l'indovino respingendo le anime degli altri morti. Al momento della partenza, dopo che Elpenore, ubriaco, era precipitato giù dal tetto della reggia di Circe, Odisseo aveva avvisato gli altri che si stava partendo non alla volta di Itaca, ma in direzione dell'Ade, provocando lo sconforto nei marinai.

## Libro XI
La narrazione di Odisseo prosegue: giunto nel paese dei Cimmeri e compiute le dovute cerimonie, comportandosi nel modo indicatogli da Circe e tenendo a distanza le "teste dei morti" affollantesi attorno a lui, era sceso agli Inferi dove gli sarebbero poi apparsi gli spiriti di vari defunti. La prima anima che avevano incontrata era stata quella di Elpenore, poiché il suo corpo giaceva insepolto a casa di Circe e quindi non aveva il diritto di accedere all'Ade: questa gli avrebbe chiesto di seppellirlo secondo precise modalità, una volta ritornato all'isola di Circe, ossia piantando sul suo tumulo il remo da lui usato in vita. Dopo aver scorto l'anima della madre Anticlea, alla quale non si era potuto avvicinare, Odisseo aveva interrogato Tiresia, ottenendo una predizione secondo la quale se i suoi compagni avessero mangiato le vacche del Sole egli sarebbe sì potuto tornare in patria, ma su nave altrui, solo, trovando gente ostile ad accoglierlo, e dovendo quindi sostenere fatiche per vincere i suoi oppositori, trovandosi alla fine a morire in mare dopo essersi ingraziato Poseidone che gli sarebbe stato perpetuamente nemico. Dopo aver domandato a Tiresia come fare a mettersi in contatto coi morti e in particolare con la madre, avendo in conseguenza di ciò ricevuto il dono di parlare ai defunti, Odisseo, ritiratosi Tiresia, era stato riconosciuto da Anticlea, che l'aveva interrogato sui motivi per i quali si trovasse lì, ottenendo come riposta da parte di Odisseo un'allusione alla necessità di contattare l'indovino. Avendo Odisseo domandato alla madre le cause della sua morte e di descrivere in che situazione versasse la sua famiglia, si era sentito descrivere le sofferenze di Laerte. Dopo aver compreso dalla madre che ella era morta a causa del crepacuore provocatole dalla sua partenza, Odisseo per tre volte aveva invano tentato d'abbracciarla e si era visto circondato dalle mogli di molti personaggi famosi, che avrebbe poi interrogato: attorno al sangue degli animali sacrificati versato per terra, si erano radunate la sposa di Creteo e quella di Aloeo, amanti di Poseidone, Antiope e Alcmena, amanti di Zeus, Megare, figlia di Creonte, Epicaste, madre di Edipo, Clori, sposa di Neleo, Leda, sposa di Tindaro e madre di Castore e Polluce, Fedra, Procri, Arianna, figlia di Minosse, Maira, Climene, Erifile e varie altre. Terminato di narrare questo episodio, Odisseo si rivolge alla sua platea, chiedendo di potersi interrompere e ottenendo i complimenti d'Arete e di Echeneo e sentendosi proporre da Alcinoo di trattenersi un giorno in più e di riferire se nell'oltretomba avesse incontrato alcuni dei suoi compagni di guerra. Accettata la proposta del sire e volenteroso di rispondere alla sua domanda, Odisseo riprende la narrazione riferendo dell'incontro con l'anima di Agamennone, che gli s'era presentata circondata da quelle di quanti assieme a lui erano morti vittime di Egisto: dopo che i due s'erano riconosciuti, non potendosi abbracciare, Agamennone, rispondendo a una domanda di Odisseo, aveva spiegato cosa avesse causato la sua morte descrivendo con toni patetici la scena dell'agguato d'Egisto e raccomandando all'interlocutore di non dar confidenza alle donne, nonostante riconoscesse Penelope fosse dotata di senno. Dopo che Agamennone aveva raccomandato ad Odisseo di sbarcare di nascosto e che questi non aveva saputo dargli notizie del figlio Oreste, ai due si erano avvicinati altri prodi: Achille, Patroclo, Aiace Telamonio. Riconosciuto da un incredulo Achille, Odisseo aveva spiegato i motivi della sua visita evidenziando contestualmente l'imperitura gloria del Pelide, che per risposta gli aveva chiesto notizie dei suoi parenti, ottenendo solo qualche notizia a riguardo del figlio Neottolemo. Concluso il dialogo con Achille, mentre Odisseo conversava con gli altri caduti, Aiace Telamonio s'era rifiutato di parlargli poiché le armi di Achille dopo la morte di quello erano state assegnate non a lui ma al condottiero itacese, fuggendo quando Odisseo aveva tentato la riappacificazione. Dopo questo episodio, Odisseo aveva visto vari eroi mitologici: Minosse amministrante la giustizia tra i morti, Orione cacciante delle fiere, Tizio torturato da due avvoltoi, Tantalo immerso in acqua, Sisifo reggente per castigo un'enorme rupe, Eracle, o meglio la sua parte mortale, scoccante una freccia. Dopo un brevissimo monologo di Eracle, Odisseo, spaventato dall'accorrere di molti morti e dal sospetto che stesse sopraggiungendo la Gorgone, si era allontanato comandando ai compagni di salpare.

## Libro XII
Il giorno successivo allo sbarco sull'isola di Circe erano state eseguite le esequie di Elpenore secondo le modalità da lui indicate. Venuta Circe a conoscenza del ritorno dell'eroe, si era recata da lui e, invitandolo a banchetto, gli aveva promesso che il giorno seguente gli avrebbe dato istruzioni su cosa compiere durante il viaggio. Di notte, Circe e Odisseo avevano poi avuto occasione di dialogare: il secondo aveva riportato alla sua ospite i risultati del suo recente viaggio, mentre la maga aveva dato seguito alla sua promessa, raccomandandogli di non sbarcare sull'isola delle sirene, turando le orecchie dei compagni e facendosi legare all'albero della nave e riportando quali percorsi avrebbe potuto seguire per il ritorno: sarebbe incappato nelle rocce erranti, dalla quali solo gli Argonauti erano sfuggiti, e sarebbe passato, dopo aver transitato vicino all'isola delle sirene, per lo stretto tra gli scogli ospitanti Scilla e Cariddi e nei pressi dell'isola sulla quale si trovavano le mandrie sacre al dio Sole, che per nessuna ragione Odisseo avrebbe dovuto far mangiare ai compagni, pena la morte di tutti questi. Dopo la partenza, favorita da un gagliardo vento inviato da Circe, Odisseo aveva riportato ai compagni le raccomandazioni fattele da Circe, che ben presto sarebbero divenute operative causa l'incontro con le Sirene: turate le orecchie di tutti i compagni con dei pezzi di cera, Odisseo era stato legato all'albero dai marinai e non ne era stato sciolto fino a che la nave si fosse allontanata a sufficienza, nonostante l'avesse richiesto, ottenendo come unico risultato l'esser stretto con ancor maggior vigore. Giunta la nave nello stretto circondato dagli scogli ospitanti Scilla e Cariddi, i marinai erano stati terrorizzati dalla presenza di onde altissime: rincuorati da Odisseo, i compagni avevano continuato a navigare guardando terrorizzati il vortice, che non sapevano essere provocato da Cariddi poiché non erano stati informati della presenza dei due mostri dal condottiero che, armatosi, si era posto sulla prora, non potendo però evitare che Scilla ghermisse sei dei marinai. Sfuggiti dallo stretto, i marinai, spinti da Euriloco, erano sbarcati sull'isola di Trinacria, che ospitava e i bovi e le pecore sacri al dio Sole, nonostante Odisseo, ricordando quanto raccomandatogli da Tiresia e da Circe, avesse tentato di dissuaderli. Nonostante tutti avessero giurato ad Odisseo che non si sarebbero nutriti degli animali presenti sull'isola, mangiando solo ciò che si erano portati dietro dall'isola di Circe, i marinai non erano stati fedeli al patto, essendo l'imbarcazione bloccata sull'isola per via dei venti avversi e soffrendo tutti la fame causa l'esaurimento delle scorte alimentari: mentre Odisseo era stato addormentato da una qualche divinità, quelli, incitati da Euriloco, avevano ucciso le vacche per far sacrifici agli dei e per nutrirsene. Dopo che il Sole, informato da Lampetie, aveva avvisato gli dei del misfatto chiedendo vendetta e minacciando di scomparire dal cielo, questi ultimi avevano inviato degli strani prodigi ai compagni di Odisseo, che nel frattempo il generale stava sgridando: le pelli di mucca avevano cominciato a muoversi e s'era udito il verso dei bovini provenire dagli animali cotti allo spiedo; Odisseo precisa che questi fatti gli erano stati riferiti poi da Calipso, che li aveva uditi a sua volta da Ermes. Dopo un banchetto durato sei giorni, dato che il vento era cessato, la nave era salpata ma era stata ben presto fatta affondare da Zeus per mezzo d'una violenta tempesta, causando la morte di tutti i marinai tranne Odisseo, che, aggrappato a un pezzo del relitto, aveva cominciato a vagare per il mare, raggiungendo Cariddi che avrebbe ingoiato i suoi mezzi di fortuna per poi rigettarli in mare, ma scampando dall'ira di Scilla, che non l'avrebbe visto. Dopo nove giorni di navigazione, era giunto all'isola di Ogigia, dalla quale sarebbe partito dopo sette anni: con la rimembranza di questo fatto Odisseo conclude la sua narrazione.

## Libro XIII
Terminata la narrazione, Alcinoo propone con successo agli altri principi dei Feaci di fare ulteriori donativi all'ospite itacese prima che questi torni a casa. Dopo che sono stati portati nella nave con cui Odisseo salperà tutti i doni, viene indetto nel palazzo regale un banchetto di commiato, successivamente al quale Odisseo chiede di poter partire, ottenendo risposta positiva e salutando la regina, che gli avrebbe fornito i viveri per il viaggio. Dopo che la nave è salpata ed Odisseo si è profondamente addormentato, viaggiando speditamente la nave raggiunge Itaca poco prima dell'alba: entrando in un porticciolo vicino a una grotta frequentemente visitata dai numi, i Feaci trasportano a terra Odisseo dormiente assieme alle sue ricchezze. Questo loro fare irrita Poseidone, che si rivolge a Zeus affermando di sentirsi indignato perché neppure i mortali lo rispettano: il Cronide gli risponde che può vendicarsi come preferisce: l'Enosictono quindi si reca a Scheria, meditando vendetta, e, trasformando la nave in pietra quando è già prossima all'isola, la fa affondare. Alcinoo, per evitare che un'antica profezia fatta al padre trovi completezza nella sua interezza, decide di sacrificare a Poseidone dodici tori perché la loro isola non venga coperta da un monte, riproponendosi altresì di non aiutare altri viandanti. La scena si sposta quindi ad Itaca. Dopo che si è risvegliato non riconoscendo la patria, Odisseo si lamenta credendosi duplicemente frodato dai Feaci, che gli avrebbero sottratto alcune delle sue ricchezze conducendolo inoltre in terra straniera. Mentre cammina sulla riva del mare, è raggiunto da un pastorello, che altri non è se non Atena: questo, interrogato, gli rivela che è giunto sino ad Itaca, provocando la sua gioia. Per non svelarsi, Odisseo afferma di essere un mercante cretese abbandonato da quanti lo avevano ospitato sulla propria nave dopo una tempesta che lì li aveva fatti giungere, fuggitivo dalla sua terra poiché assassino d'Orsiloco, figlio di Idomeneo, col quale dice di aver avuto una contesa dovuta al fatto che quello voleva privarlo delle ricchezze accumulate presso Ilio poiché affermava che non s'era comportato correttamente durante la battaglia. Dato che Atena non è stata ingannata, si svela come dea e si rivolge ad Odisseo, dicendogli che è lì venuta per aiutarlo a nascondere i tesori e a tornare a palazzo vendicandosi dei pretendenti. Dopo che Atena, sollecitata da Odisseo, ha spiegato che non l'aveva potuto assistere durante il ritorno per una sorta di rispetto nei confronti di Poseidone, sicura che sarebbe riuscito comunque a far ritorno, Odisseo si fa mostrare da Atena la terra itacese, per convincersi definitivamente d'essere giunto a casa, e prega le Naiadi che vivono nell'antro. Dopo che i due hanno posto nell'antro tutti i beni e l'hanno chiuso con un masso, cominciano a dialogare riguardo al ritorno di Odisseo alla reggia, riassumendo Atena cosa fosse accaduto negli ultimi anni. Dopo che Atena ha promesso ad Odisseo che lo aiuterà nella sua vendetta, esortata da Odisseo, espone il suo piano secondo il quale l'avrebbe reso irriconoscibile, trasformandolo in un mendicante e invitandolo a raggiungere Eumeo, il porcaio: lei contestualmente si sarebbe recata a Sparta per far ritornare in patria Telemaco.

## Libro XIV
Il canto si apre col ritratto della scena in cui Odisseo si sta recando dal porcaio Eumeo poiché ha saputo che questi gli è ancora fedele: dopo una breve descrizione del contesto in cui vive l'uomo e del suo rapporto coi pretendenti, il narratore fa giungere Odisseo al suo cospetto. Dopo che sono stati scacciati i cani, che in un primo momento avevano attaccato Odisseo, Eumeo, rivolgendosi al viandante, esprime il proprio dolore per l'assenza del padrone, dimostrando la lealtà che lo caratterizza. Entrati in casa, Odisseo ringrazia Eumeo per la squisita ospitalità e si vede offerti solo dei maialini, poiché gli animali da ingrasso sono riservati per i pretendenti, parallelamente a tutto ciò che di meglio i vasti possedimenti di Odisseo offrissero. Nonostante Odisseo proponga a Eumeo di render noto il nome dell'amatissimo suo padrone, affinché avendo molto viaggiato possa riportare agli Itacesi qualche sua notizia, questi gli risponde con un netto rifiuto, affermando che il re è morto e che in ogni caso, essendo già passati per la corte molti spacciatori di menzogne con l'unico fine di ricever doni ed onori, nessuno gli crederebbe più. Ricordato come Odisseo amasse Eumeo al pari di un figlio e pronosticati dal viandante il ritorno del re e la vendetta di questi sui pretendenti, Eumeo, dopo aver ricordato come Telemaco fosse partito alla ricerca di notizie del padre e i pretendenti gli stessero tendendo un agguato, domanda a Odisseo di svelare la sua identità. Dopo aver premesso che ha molto sofferto, Odisseo si descrive come figlio cadetto di un nobile cretese, abile nella guerra ma diseredato, che aveva partecipato alla guerra di Troia facendo ritorno in patria ma ripartendo poco dopo per l'Egitto, dove i suoi compagni si sarebbero dati ai saccheggi, provocando la reazione degli abitanti che si sarebbero rivalsi facendo strage degli aggressori e costringendolo a presentarsi al re come supplice: sarebbe ripartito per la Fenicia e poi per la Libia al seguito di un mercante, facendo naufragio al largo di Creta e venendo accolto, dopo essersi salvato con mezzi di fortuna, dai Tesproti, dai quali avrebbe appreso notizie a riguardo di Odisseo. Schiavizzato da quanti avrebbero dovuto riaccompagnarlo in patria, era giunto nei pressi di Itaca ed era riuscito a fuggire, raggiungendo Eumeo. Dopo aver compianto l'ospite per il suo triste destino, Eumeo ribadisce, a dispetto delle solenni promesse fattegli da Odisseo, il suo esser convinto che il re non sia più vivo e che nessuno possa portargli notizie veritiere a suo riguardo, poiché era stato più volte ingannato. Tornati a casa gli altri porcai, i servi mangiano con quello che non sanno essere il loro padrone. Scesa la notte, che si rivela tempestosa, il viandante chiede agli ospiti di fornirgli un mantello, ricordando che la stessa cosa aveva richiesto in tempo di guerra, ottenendola da Toante: dopo che gliene ha fornito uno, gettando presso il focolare anche delle pelli, Eumeo esce per far la guardia ai maiali, dimostrando ancora una volta la sua buona volontà e passando la notte in una spelonca.

## Libro XV
Giunta Atena nella reggia di Menelao a Sparta, invita Telemaco, che dorme in compagnia di Pisistrato, a partire per Itaca sostenendo che il matrimonio di Penelope con Eurimaco sarebbe ormai prossimo, essendo questa forzata dalla volontà dei parenti: dopo averlo messo in guardia dall'agguato dei pretendenti, gli raccomanda di non tornare subito in città una volta sbarcato, ma di farsi precedere dai compagni passando la notte dal fedele Eumeo. Nonostante Telemaco voglia partire seduta stante, è impedito da Pisistrato, che lo invita ad attendere l'aurora per prendere commiato ufficiale dall'anfitrione. Accordata loro la partenza, Menelao indice un banchetto in onore dei due e fa portare loro ricchi doni, pregandoli di salutargli pure Nestore: nel frangente della partenza, volando sul gruppo d'uomini accomiatantisi un'aquila che aveva ghermito una grassa oca, Elena, prima che il marito interrogato da Telemaco possa rispondere, profetizza che Odisseo dopo aver molto viaggiato sarebbe ritornato a casa, come aveva fatto quell'aquila che, discesa dal monte dove aveva sede e stirpe, stava per farvi ritorno portando il frutto delle sue avventure. Dopo un giorno di viaggio e il pernottamento in casa di Diocle, quando i due giungono a Pilo, Telemaco, ben sapendo che Nestore l'avrebbe trattenuto molto a lungo, riesce a ripartire evitando di passare dalla reggia, sacrificando ad Atena e accogliendo a bordo, dopo una breve reciproca presentazione, Teoclimeno, che gli avrebbe narrato le sue avventure, riportando di essere nipote di Melampo, l'indovino che, nativo di Pilo, tolse a Ificlo, figlio di Filaco, il bestiame che questi aveva a sua volta sottratto a Neleo e che quest'ultimo esigeva per dare sua figlia Però in moglie a Biante, fratello di Melampo, il quale si sarebbe stabilito ad Argo, ove sarebbe nata la sua discendenza, incluso Teoclimeno, che si dice in fuga da quella città perché reo di assassinio. Mentre la nave di Telemaco è in viaggio, Odisseo si trova a casa di Eumeo e domanda ai suoi ospiti di condurlo il giorno successivo in città, dandogli così modo di mantenersi da sé o con l'elemosina o offrendo i propri servigi ai pretendenti, per non pesare economicamente su di loro: ottenuti sia un netto rifiuto, dovuto al fatto che i servitori dei nobili sono molto più giovani, sia la promessa che sarà invece Telemaco a prendersi cura di lui, Odisseo ringraziando domanda a Eumeo notizie a riguardo dei propri genitori, sentendosi raccontare che Laerte, vecchio e stanco per la morte della moglie e l'assenza del figlio, vive in uno stato misero, pregando gli dei di farlo morire. Il ricordo di Eumeo va tuttavia soprattutto alle mogli di Laerte e Odisseo: della defunta Euriclea si dice confidente, in quanto era stato da lei cresciuto, mentre è visibilmente dispiaciuto per le condizioni nelle quali è costretta a vivere Penelope. Interrogato a riguardo della sua origine da Odisseo, Eumeo risponde quindi di esser originario di Siria, l'isola dove gli uomini non si ammalano, su cui sorgono due borghi dei quali era re suo padre: erano là giunti i Fenici che, ripartendo, avevano seco portato una donna loro compatriota che là viveva, e al suo seguito alcuni calici preziosi e lui stesso, col fine di rivenderlo come schiavo. Dopo la morte della donna con cui stava viaggiando, Eumeo era stato comprato da Laerte, il che per uno sventurato come lui, secondo Odisseo, costituiva un avvenimento positivo, poiché quegli era a suo parere un uomo buono e pietoso. Promettendo un banchetto per il giorno successivo, Telemaco, appena sbarcato, convince i suoi uomini a precederlo in città e Teoclimeno a pernottare a casa di Eurimaco, non potendo ospitarlo a palazzo poiché Penelope stava chiusa nelle sue stanze e quindi Telemaco avrebbe passato la notte dai servi. Dopo che un falco è volato tra Telemaco e la nave tenendo tra gli artigli una colomba e Teoclimeno, spiegando il presagio, ha affermato che la dinastia di Odisseo si sarebbe reinsediata al trono, Telemaco si augura che ciò possa avvenire, affida l'ospite al caro amico Pireo e esorta i compagni a dirigersi al porto di Itaca, dirigendosi contestualmente verso la casa di Eumeo.

## Libro XVI
Telemaco, giunto a casa di Eumeo al momento della cena, ben accolto da questi e dai suoi cani, si informa su quanto è avvenuto durante la sua assenza, mostrando rispetto nei confronti dello straniero che non sa essere in realtà suo padre e partecipando al sobrio banchetto, dopo il quale avrebbe chiesto all'ospite notizie a riguardo della sua identità, sentendosi rispondere che è un militare cretese che gli si presenta quale supplice, e dovendo ribattere che potrà aiutarlo solo a distanza, in quanto la reggia è infestata dai pretendenti. Dopo che Odisseo si è dispiaciuto con Telemaco per la sua condizione, causando una triste reazione da parte dell'interlocutore, il principe invita Eumeo a recarsi da Penelope per avvisarla del suo ritorno e informare anche il vecchio Laerte inviandogli la dispensiera. Comparsa Atena ad Odisseo senza che Telemaco possa vederla, lo invita a svelarsi al figlio per pianificare la vendetta contro i pretendenti, facendogli parimenti riacquisire il suo vero aspetto. Telemaco, alla comparsa del padre, dapprima aveva mostrato delle perplessità credendo si tratti di un dio venuto per addolorarlo maggiormente, mentre poi comprende non si tratti di un artificio divino: profondamente commossi, i due si abbracciano piangendo. Presentate a Telemaco le ultime sue peripezie, Odisseo espone al figlio la sua volontà di vendetta, sentendosi dire che per il gran numero di avversari sarebbe meglio assoldare dei collaboratori, ma rispondendo altresì che come aiutanti sarebbero bastati Zeus ed Atena. Propone quindi a Telemaco di recarsi per primo in città, mentre lui l'avrebbe seguito guidato da Eumeo e mischiandosi coi pretendenti, sotto le mentite soglie d'un mendicante, per provare la fedeltà delle donne e dei servitori e fargli poi un segno col capo invitandolo a togliere dalla stanza tutte le armi che erano appese alla parete, lasciando solo quelle a loro necessarie. Informando Penelope del ritorno del figlio sia l'araldo sbarcato dalla nave giunta in porto sia Eumeo, i pretendenti origliando vengono a conoscenza del fatto e decidono di far tornare in patria quanti di loro se ne erano allontanati per tendere l'agguato a Telemaco, scoprendo che i loro compari stavano proprio in quel momento sbarcando nel porto, progettando di tendere un agguato a Telemaco su terra dopo aver consultato gli dei, secondo il consiglio del prudente e saggio Anfinomo. Informata dall'araldo, che ha sentito le trame dei proci, Penelope rimprovera Antinoo poiché vuole impadronirsi di lei per forza e mediante omicidio dell'erede del trono, attentando a un re al quale suo padre era debitore in quanto Odisseo l'aveva ospitato a palazzo come supplice durante una rivolta del popolo contro di lui: Eurimaco si intromette rispondendo che avrebbe garantito lui la salvezza di Telemaco, mentendo poiché anch'egli l'avrebbe desiderato morto. Dopo che Atena, vedendo Eumeo ritornare a casa, ha ritrasformato il re in un mendicante perché il porcaio non possa riconoscerlo, Telemaco si rivolge al messaggero domandandogli cosa di nuovo fosse accaduto in città, sentendosi dire che i pretendenti hanno fatto ritorno.

## Libro XVII
Partendo da casa del porcaio al sorgere del sole, Telemaco invita Eumeo a portare Odisseo in città dicendo che là potrà procacciarsi da vivere da sé. Ritornato a casa ed accolto festosamente, viene salutato dalla madre e, invitandola a far sacrifici a Zeus affinché lo aiuti nella sua vendetta, le dice che dovrà andar in cerca dell'indovino che l'aveva seguito durante il viaggio di ritorno. Sceso in città dalla reggia, attraversata la folla dei pretendenti a lui ben disposti solo a parole e conversato con gli amici paterni Mentore, Aliterse e Antifo, Telemaco vede avvicinarsi Pireo e, accolto Teoclimeno, che gli aveva affidato, lo esorta a tenersi i doni portati dal viaggio, affinché i pretendenti non possano impossessarsene. Dopo essersi lavato, Telemaco partecipa a un banchetto durante il quale espone i risultati del suo viaggio, provocando il dolore di Penelope, che è prontamente confortata da Teoclimeno. Dilettatisi, i pretendenti cominciano a banchettare e contemporaneamente Odisseo, guidato da Eumeo, si avvia in direzione della città incontrando nei pressi di questa il capraio Melanzio, che lo accusa di essere uno straccione buono a nulla, irritandolo e colpendolo, senza però provocare in lui una reazione violenta. Dopo aver promesso a Eumeo che prima o poi l'avrebbe venduto come schiavo e detto che s'augurava pure la morte di Telemaco, Melanzio si reca a palazzo e riceve dai serventi un pezzo di carne. Giunti davanti al palazzo regale, Odisseo invita Eumeo a precederlo nella sala dei pretendenti, ben sapendo che, in conformità con quanto detto da Melanzio, sarà maltrattato. Presso il portone, sdraiato su un mucchio di letame, sedeva il cane Argo, descritto da Eumeo come un tempo bellissimo e agilissimo ma ormai vecchio e stanco: questo, riconosciuto il padrone tornato in patria attraverso il travestimento divino, ma malmesso tanto da non poter correre verso di lui, sarebbe morto subito dopo. Dopo che Eumeo è entrato nella stanza dei banchetti e si è messo a mangiare con Telemaco, vi accede pure Odisseo, prontamente invitato da Telemaco per mezzo di Eumeo a ricevere cibo da lui e a chiederne altro ai commensali. Dopo che Melanzio ha riportato ai pretendenti l'incontro precedentemente intercorso tra lui, il porcaio e il mendicante, Eumeo è redarguito da Antinoo, che lo accusa di scorrettezza, poiché non avrebbe dovuto parlar contro i principi quando era il primo a invitare mendici che avrebbero dovuto sfamarsi a spese della famiglia regale. Eumeo risponde che il mendicante si era recato a casa sua e non vi era stato invitato con dolo, a differenza dei molti artigiani alla corte dei pretendenti. Dopo che Telemaco ha placato Eumeo e, rivolgendosi a Antinoo, l'ha accusato di ingordigia, Odisseo raccoglie molte vivande nella sua bisaccia aggirandosi per la sala: arrivato davanti ad Antinoo, supplicandolo nonostante prima avesse avuto una reazione violenta, lo supplica di dargli del cibo, affermando che quando era in patria anche lui era solito far altrettanto e narrando una storia leggermente diversa da quella che aveva riferito al porcaio. Mossa da Antinoo una critica agli altri pretendenti, Odisseo lo rimprovera per la sua ingordigia, provocando una reazione irata dell'interlocutore che gli lancia addosso il poggiapiedi: senza scomporsi, Odisseo, osservato con appartenente indifferenza da Telemaco, si augura la morte dell'avversario e la risposta violenta del pretendente causa il biasimo dei suoi compagni nei suoi confronti. Dopo che Penelope, affiancata dalle ancelle, ha rimproverato Antinoo augurandosene la morte, si rivolge a Eumeo chiedendo informazioni sul misterioso visitatore e, sentitasi narrare la sua storia e riferire che ha notizie di Odisseo, auspica di potergli parlare: dopo un rifiuto di Odisseo, dovuto al fatto che vuole colloquiare con lei in separata sede poiché teme l'ira dei pretendenti, Eumeo riferisce questa sua volontà alla regina, che la approva, e, prima di partire, dialogando con Telemaco, gli raccomanda la massima prudenza.

## Libro XVIII
Dopo che Arneo, prepotente mendicante alla corte dei pretendenti noto scherzosamente come Iro perché talvolta faceva da araldo, ha provocato Odisseo invitandolo ad andarsene dall'atrio del palazzo, e questi ha risposto di lasciarlo stare se non vuole venire alle mani, il primo propone al secondo una gara di pugilato ed Antinoo afferma che il vincitore avrebbe ricevuto della carne e sarebbe stato loro ospite fisso da allora innanzi. Affiancato da Atena, Odisseo si avvicina ad Arneo in modo gagliardo, terrorizzando lui e i pretendenti, sconfiggendo quasi subito il suo avversario e, risparmiatagli la vita, conducendolo fuori dal palazzo dopo averlo gettato a terra. Festeggiato dai pretendenti, Odisseo riceve cibo da Antinoo ed Anfinomo e, cercando invano di avvertire quest'ultimo, poiché gli era sembrata una persona retta, di ciò che aveva in mente di fare perché si metta in salvo, gli racconta come dei suoi inventati eccessi del passato gli avrebbero portato sventura, e riferisce in modo velato che Odisseo tornerà presto in patria, non potendo però impedire che il destino abbia compimento, nonostante Anfinomo ben comprenda il rischio che stia correndo. Dopo che, spinta da Atena, Penelope ha deciso che parlerà con Telemaco invitandolo a non frequentare i pretendenti, la dispensiera Eurinome la invita a sistemarsi prima di scendere nella sala dei banchetti, ottenendo un rifiuto dovuto al fatto che, dopo la partenza del marito, per lo strazio Penelope non ha più badato alla sua estetica. Addormentata da Atena, Penelope è resa bellissima dall'intervento della dea e al risveglio si augura di morire presto e in modo indolore. Comparsa dinanzi ai banchettanti, Penelope si rivolge al figlio sgridandolo per non aver reagito ai maltrattamenti inflitti ad Odisseo dai pretendenti, sentendosi rispondere che, pur odiando i commensali, non può reagire per inferiorità numerica. Non lusingata dai complimenti proferti nei suoi confronti da Eurimaco, Penelope afferma che continuamente si strugge l'animo pensando al marito lontano, dimostrandosi fedele nei confronti di Odisseo e affermando che, offesa per i costumi dei pretendenti, prima del matrimonio con uno di loro, in conformità con la tradizione, vuole ricevere doni da loro, poiché non è uso che siano i pretendenti a divorare le sostanze della casata della sposa, facendo di questa loro azione un ricatto per avvicinare la data delle nozze. Dopo che Antinoo ha ricordato a Penelope l'ineluttabilità delle nozze, lui e tutti i pretendenti, facendo una gara di generosità, offrono doni a Penelope, che quindi si ritira nei suoi appartamenti. Scesa la sera tra i canti e le danze, Odisseo, invitando le ancelle che curano il fuoco a raggiungere la regina per farle compagnia mentre lui si accollerà quella mansione, è deriso da quelle e in particolare da Melantò, sorella di Melanzio e amante di Eurimaco: ella afferma che un uomo di così bassa estrazione non dovrebbe, dandosi tante arie, vivere coi principi, provocando una reazione irata da parte di Odisseo, che fa così fuggire le serve e comincia ad accudire il focolare. Dopo che Eurimaco ha deriso Odisseo per la sua calvizie, gli propone di lavorare nella sua proprietà, offendendolo profondamente e dicendo che è uno scansafatiche: dopo che Odisseo ha ricordato la sua abilità di agricoltore, allevatore e combattente e si è augurato la morte dell'interlocutore per mano del re, ormai destinato nelle sue parole a tornare, Eurimaco afferma che è di rango sociale troppo basso per esser loro commensale: afferrato uno sgabello, glielo lancia addosso colpendo però il coppiere e provocando una reazione offesa da parte di Telemaco, che invita i commensali ad allontanarsi. Dopo che Anfinomo ha invitato a sua volta i compari a ritirarsi, esortandoli a lasciare che sia Telemaco a decidere che fare a riguardo dell'ospite, i banchettanti si ritirano dopo un'ultima bevuta, dirigendosi ognuno alla propria dimora.

## Libro XIX
Rimasti soli Odisseo e Telemaco, il condottiero esorta il figlio ad asportare le armi presenti nella sala e a rispondere, se ciò avesse suscitato la perplessità dei pretendenti, che temeva fossero rovinate dal fumo o usate durante le liti che scoppiavano durante i banchetti a palazzo. Dopo che i due, accompagnati da Atena, hanno riposto le armi, Telemaco va a dormire, mentre Odisseo va a colloquio con la moglie, venendo però nuovamente offeso da Melantò, cui ricorda che il suo presente stato è dovuto al volere degli dei e che, quando sarebbe tornato, Odisseo avrebbe potuto punirla per il suo atteggiamento irrispettoso. Dopo che Melantò è stata sgridata da Penelope, comincia l'interrogatorio della regina all'ospite: dopo che Odisseo si è rifiutato, pur tessendo una lode alla regina, di informarla circa la sua identità, Penelope si commisera per la sua condizione, riportando come avesse allontanato la data delle nozze con l'inganno della tela, poi scoperto. Convinto dalla moglie, Odisseo le racconta di essere un soldato cretese e riporta di aver incontrato il condottiero itacese durante il ritorno di questi in patria, e di averlo ospitato per dodici giorni nella propria dimora. Dopo che queste menzogne tanto simili a realtà l'hanno commossa, Penelope cerca di scoprire se l'ospite abbia veramente incontrato il suo sposo o stia mentendo, ponendogli delle domande dettagliate sull'abbigliamento di Odisseo, alle quali il mendicante risponde in modo opportuno. Dopo aver accennato al fatto, poi ripreso con l'auspicare un prossimo ritorno dell'eroe, di aver sentito dai Tesproti che Odisseo era vivo, il mendicante riporta degli aneddoti sui viaggi di quello, che alludono però a fatti realmente accaduti, raccontando l'episodio delle vacche del Sole che aveva causato la perdita di tutti i compagni, e quello dello sbarco sull'isola dei Feaci. Dopo essersi augurata un secondo lei ormai improbabile ritorno di Odisseo e aver comandato alle ancelle di lavare l'ospite, di fronte al rifiuto di Odisseo, che ritiene più opportuno essere accudito da un'anziana, Penelope invita allora Euriclea a prendersi cura dell'ospite. Per la prima volta traspare un nesso tra il misterioso ospite e il re partito vent'anni prima, in quanto la nutrice rileva che i due sono simili per aspetto e hanno subito la stessa misera sorte. Prima che Odisseo possa evitare le cure della nutrice, si accorge del fatto che ella potrebbe scoprire la sua vera identità rinvenendo sul suo corpo una cicatrice procuratagli da un cinghiale in gioventù, come poi accade. Segue la rimembranza di quell'evento. Dopo aver pronunciato la fatidica frase "Oh sì, Odisseo tu sei, cara creatura!", Euriclea, non riuscendo a comunicare il ritorno del marito alla regina, è fatta tacere dal condottiero, che le raccomanda di mantenere prudenza e cautela. Dopo che Euriclea ha terminato di prendersi cura del suo padrone, questo si mette a sedere vicino al fuoco, coprendo la cicatrice e mostrandosi disposto ad ascoltare Penelope, che gli si rivolge per sfogarsi e fargli interpretare un sogno appena fatto, nel quale un'aquila, volando sopra molte oche, le aveva uccise: essendo già in esso contenuta la spiegazione, Odisseo afferma sia opportuno attenersi ad essa, che afferma Odisseo sarebbe tornato a breve facendo strage dei nemici che insidiavano sua moglie. Dopo aver esposto i suoi dubbi sull'attendibilità della visione, Penelope annuncia al misterioso visitatore che è sì disposta a sposare uno dei Proci, ma che si unirà in matrimonio solo con colui che saprà dimostrare abilità pari a quella del marito nell'usare lo speciale arco di quest'ultimo, adoperandolo per far passare una freccia attraverso dodici asce bipenni allineate. Dopo che l'ospite ha affermato che Odisseo sarebbe giunto prima della competizione, Penelope si ritira nelle sue stanze e piange il marito.

## Libro XX
Dopo che si è steso nell'atrio, Odisseo, senza nulla palesare, si irrita per il comportamento delle ancelle, che, amoreggiando coi pretendenti, non gli si rivelano fedeli, meditando altresì su come effettuare l'imminente strage. Quando, dopo aver parlato ad Atena e averle esposto le sue perplessità, Odisseo si addormenta, Penelope si desta piangendo e pregando Artemide di farla morire presto, poiché quello sarebbe l'unico modo per rivedere il marito secondo lei morto e del quale la notte stessa aveva avuto una visione. All'alba, sentendo la moglie piangere, Odisseo, svegliatosi, comincia a pregare Zeus chiedendogli di fornirgli un segno della sua vicinanza, che presto arriva sotto la duplice forma di un fragoroso tuono e delle parole di una serva rimasta fedele, che si augura anch'ella la morte dei pretendenti. Dopo che Odisseo è rientrato in casa, Telemaco, domandato a Euriclea come lo straniero abbia passata la notte, esce dal palazzo e la nutrice impartisce ordine alle altre serve affinché preparino il banchetto per i pretendenti. Quando le ancelle mandate da Euriclea stanno tornando dalla fonte, giunge pure Eumeo che, rivolgendosi al suo ospite, gli domanda se sia ancora vittima di maltrattamenti o se la sua condizione sia migliorata; dopo aver ignorato le provocazioni proferitegli da Melanzio, Odisseo è interpellato da Filezio, guardiano del bestiame del palazzo, che, dopo aver domandato a Eumeo la sua identità, si rivolge allo straniero evidenziando come egli assomigli al re partito, del quale tesse poi una lunga lode e che è in seguito detto prossimo al ritorno dal mendicante. Dopo che sui pretendenti tramanti insidie contro Telemaco è volata un'aquila ghermiente una colomba, Anfinomo si rivolge ai compari invitandoli a banchettare, serviti dai tre succitati servi di Odisseo, che nel frattempo è fatto sedere presso la porta sotto la protezione di Telemaco, come detto da quest'ultimo ai commensali. Dopo che Antinoo ha contemporaneamente raccomandato prudenza ai pretendenti e intimato a Telemaco di non esporsi troppo pena la morte, Ctesippo, quasi esortato da Atena perché l'odio di Odisseo per gli avversari aumenti, lo offende e gli scaglia contro una zampa di bue, prontamente evitata dal condottiero: dopo aver redarguito aspramente i commensali in generale e Ctesippo in particolare, Telemaco si vede rispondere da Aghelao, che, concordando con lui, raccomanda agli altri pretendenti la moderazione e il rispetto, ma parimenti, ipotizzando la morte del re, invita Telemaco a far risposare la madre. Dopo una breve replica di Telemaco, Atena provoca un riso inconsulto nei pretendenti, che sono biasimati da Teoclimeno: questi, prima di uscire adirato ed offeso da Eurimaco che lo dice pazzo, afferma che il loro riso nasconda in realtà il preludio della morte. Dopo aver descritto la scena in cui i pretendenti offendono Telemaco affermando che ha ospitato due pazzi, il mendico con loro seduto e il profeta appena uscito, il narratore tradisce come la fine di quegli alteri giovani sia ormai prossima, dicendo che quella sarebbe stata la loro ultima ed amarissima cena.

## Libro XXI
Dopo un nuovo accenno a quale sia la sorte imminente dei pretendenti, il poeta entra nel vivo della narrazione descrivendo la scena in cui Penelope preleva dalla stanza del tesoro l'arco del marito e la storia di questa prodigiosa arma, che era stata regalata ad Odisseo da Ifito quando i due s'erano incontrati in Messenia, ove si erano recati il primo per trattare con gli abitanti riguardo alla restituzione di alcuni greggi e il secondo cercando le sue cavalle. Prelevato l'arco, Penelope si dirige alla sala dei banchetti ed espone ai pretendenti la sua intenzione di indire la gara con l'arco, il cui vincitore l'avrebbe avuta in sposa, pregando poi Eumeo di consegnare loro l'arma. Dopo aver biasimato Filezio ed Eumeo per la commozione mostrata di fronte all'arco dell'antico padrone, Antinoo, destinato a morire per mano di Odisseo e per primo tra i pretendenti, evidenzia come la gara non sia facile e, pur sperando di riuscire a pareggiarlo, come Odisseo, suo ideale avversario, sia stato un uomo valoroso. Dopo aver chiesto di poter prendere parte pure lui alla competizione, ricevendo come premio in caso di vittoria la non separazione dalla madre, Telemaco allestisce la struttura atta all'agone e, messosi alla soglia per tentare la sorte, dopo non essere riuscito per tre volte nemmeno a tendere l'arco, è nel quarto tentativo bloccato dal padre. Offerto Telemaco agli altri banchettanti di tender loro l'arco, Antinoo dispone l'ordine in cui questi avrebbero dovuto affrontare la prova, indicando come primo l'onesto Leode, l'unico tra i pretendenti cui risultavano sgraditi i delitti commessi dai compari, che, non riuscendo, predice agli altri in quanto aruspice un destino di morte. Biasimato Leode e date a Melanzio indicazioni per rendere più facile la prova ammorbidendo l'arco col calore, Antinoo assiste al fallimento di tutti i compari, eccetto suo e di Eurimaco che, primi tra i pretendenti per prestigio e forza, temporeggiano. Uscito dalla sala e testata la fedeltà di Eumeo e Filezio, Odisseo si svela loro, promettendo ricompense straordinarie per la loro bontà e mostrando la cicatrice che avrebbe tolto loro ogni dubbio. Dopo un momento di commozione, il condottiero dà ai suoi servi istruzioni per affiancarlo nella sua vendetta, fornendogli l'arco e chiudendo le porta della sala dopo averne fatte uscire le donne. Dopo il fallimento di Eurimaco e di Antinoo e il sincero riconoscimento da parte del primo della superiorità del re nei loro confronti, il secondo propone di riprendere il banchetto e di rinviare la gara al giorno successivo, potendo così far sacrifici prima di essa ad Apollo. Dopo aver Odisseo chiesto che gli consegnassero l'arco per prender parte alla prova, i pretendenti, temendo che riesca nell'impresa, si rifiutano di darglielo, mentre Antinoo arriva ad offendere l'ospite affermando che è il troppo bere a farlo parlare fuori luogo. Dopo che Penelope ha difeso il mendicante sottolineando come nelle sue parole non fosse presente l'intenzione di prender parte ufficialmente alla gara e sottrarla loro, Eurimaco ribatte che non teme quello, ma le malelingue della gente, sentendosi rispondere dalla regina che la loro reputazione sia già guastata per la viltà del loro comportamento e che, in caso di vittoria, avrebbe fatto grandi doni allo straniero. Dopo che Telemaco ha ricordato come l'arco gli spettasse per diritto ereditario e invitato Penelope a ritirarsi, Eumeo, pur essendo stato minacciato dai pretendenti, consegna l'arma ad legittimo proprietario, rinfrancato dal principe. Dopo che Euriclea e Filezio hanno chiuso le porte della sala, Odisseo, ammirato dai banchettanti, esamina l'arco e, dopo averlo teso terrorizzando i pretendenti, scocca, appena dopo un tuono inviato da Zeus, un colpo tanto preciso da attraversare il foro di tutte le asce, invitando poi Telemaco a raggiungerlo e stando in mezzo alla sala con le armi sfoderate nonostante prima avesse falsamente invitato il figlio a far i preparativi per una lieta serata.

## Libro XXII
Odisseo carica di nuovo l'arco, ma questa volta con intenzioni omicide; la freccia trapassa il collo di Antinoo, che stava bevendo una coppa di vino. Il perfido aristocratico cade, con un fiotto di sangue che gli esce dal naso. Dopo la sua morte, i Proci, terrorizzati, cercano invano le armi, minacciando morte a quello che non sanno ancora essere Odisseo. Questi finalmente si rivela, biasimando i pretendenti per tutti i misfatti commessi; solo Eurimaco gli risponde, accusando Antinoo di esser stato il loro fomentatore e proponendo un accordo economico per ripagare i danni, prontamente rifiutato dal sovrano che non vuole vedere compromesso il proprio onore. Eurimaco viene trafitto da Odisseo al petto mentre sta cercando di balzare sul padrone di casa con un pugnale. Anfinomo si arma a sua volta, ma viene trafitto da Telemaco che, autorizzato dal padre, cerca altre armi per sé, il padre, Eumeo e Filezio. I pretendenti si fanno portare da Melanzio molte armi di quante erano state asportate, terrorizzando Odisseo, che si sarebbe subito rivolto al figlio sentendosi dire che era stato lui ad aver solo accostato la porta del magazzino. Odisseo ordina a Eumeo di visionare chi stia portando fuori da quella stanza le armi, questi riesce a scoprire Melanzio, lo immobilizza e lo incatena ad una trave, aiutato da Filezio. Comparsa Atena nella sala sotto le mentite spoglie di Mentore, Odisseo, schierato con soli tre compagni davanti a una moltitudine di uomini, la invoca fingendo di non conoscere la sua vera identità, sentendosi però biasimare da quella per il poco coraggio dimostrato nel non averla difesa dalle critiche avanzate dai nemici: la dea gli fornisce nuovamente ardore, ma non abbastanza per vincere istantaneamente, volendo mettere alla prova la forza di lui e di Telemaco. Colpito in un'azione combinata da molti nemici, Odisseo si salva per intervento di Atena, esortando poi i suoi ad attaccare: mietute molte vittime e sottratte le loro armi, erano riusciti compiendo ripetutamente questa operazione ad avanzare assai nella sala, privando dei capi e stringendo sul fondo i nemici, fatti fuggire in modo disordinato dalla dea e trucidati dai quattro. Odisseo decapita Leode, che aveva cercato invano di discolparsi, mentre risparmia Femio, l'aedo, e Medonte, l'araldo saggio e rispettoso nei confronti propri e di Penelope. Avvenuto nella sala della strage un nuovo incontro tra Odisseo ed Euriclea, lì convocata da Telemaco, il re frena la nutrice dal gioire, chiedendole altresì di elencare quali serve gli fossero rimaste fedeli e quali no: queste ultime, poco dopo condotte in sua presenza nel numero di dodici, sono messe a morte dopo aver dovuto sgomberare la sala dei cadaveri dei proci. Torturato e ucciso pure Melanzio, Telemaco, Eumeo e Filezio rientrano nella sala e incontrano Odisseo, che, purificata la stanza, incontra le ancelle fedeli, programmando altresì con Euriclea di far lì condurre la propria legittima sposa.

## Libro XXIII
Salita Euriclea alle stanze di Penelope e svegliatala, la regina, inizialmente incredula di fronte a quanto narratole dalla vecchia riguardo al ritorno del marito, dopo la conferma da parte di questa della veridicità del suo dire, la abbraccia, domandando come il marito abbia fatto a vincere i nemici in inferiorità numerica; di fronte a una risposta evasiva, torna a dubitare e a sospettare che l'uccisore dei pretendenti sia stato un dio. Decisasi comunque ad incontrare l'uomo che, secondo lei per volere degli dei, si è fatto mano del suo desiderio omicida, Penelope, raggiunto il marito, rimane in silenzio osservandolo, indecisa sul da farsi poiché, così conciato, aveva un aspetto differente. Biasimata da Telemaco per il suo atteggiamento sospettoso, la regina, rivoltasi al figlio esponendo le sue perplessità, è ignorata dal marito, che invece si rivolge al principe domandandogli di pensare come loro due possano evitare il desiderio di vendetta dei parenti dei proci uccisi. Dopo che Telemaco ha rifiutato questa responsabilità, Odisseo espone quale sia il suo piano, basato sul celare ai compatrioti l'eccidio, organizzando una festa simile a quella nuziale, e sul fuggire di nascosto. Compiuti i preparativi, la falsa festa ha luogo e permette a Odisseo e Telemaco di ingannare gli itacesi. Odisseo, lavato da Eurinome, è reso eccezionalmente bello da Atena. Dopo essersi nuovamente recato al cospetto di Penelope, Odisseo chiede ad Euriclea che gli sia fornito un letto, fornendo alla moglie il pretesto per metterlo alla prova, dicendo che il letto sarebbe stato allestito nel portico. Odisseo, ben sapendo che il letto da lui costruito usava al posto di uno dei montanti un ulivo vivo, le risponde che ciò era impossibile, persuadendola definitivamente e facendola correre verso di lui piangendo, affermando le loro sventure siano state colpa degli dei e chiedendo perdono per i continui argomenti addotti contro il riconoscimento. Dopo essersi abbracciati, i due rimangono assieme per tutta la notte, resa appositamente lunghissima da Atena, avendo quella impedito il sorgere dell'aurora. Esortato dalla moglie, Odisseo riporta poi cosa Tiresia aveva detto avrebbe dovuto fare prima della morte, ossia viaggiare per mare sino a che avesse incontrato un popolo che non faceva uso di navi e un viandante che gli avesse detto di avere un ventilabro sulla spalla: solo allora, tornato in patria facendo libagioni agli dei dopo aver fatto nel luogo dell'incontro sacrifici a Poseidone, sarebbe potuto morire per mare, ben gradito ai numi tutti. Preparato il loro letto, la coppia regale vi si stende, narrando il marito alla moglie e quella allo sposo le rispettive sventure. Le danze della falsa festa sono arrestate da Telemaco, Filezio ed Eumeo. Terminata la notte, Odisseo promette alla sposa che a breve avrebbe portato a palazzo le ricchezze donategli dai Feaci, rivalendosi altresì sulle famiglie dei pretendenti per il risarcimento dei danni da quelli cagionati: allontanatosi dalla reggia seguito dai tre fedeli compagni e protetto da Atena, Odisseo si reca dal padre.

## Libro XXIV
Condotte Ermes le anime dei pretendenti nell'Ade, questi si avvicinano a un gruppetto di eroi morti durante e dopo la battaglia di Ilio, tra i quali Achille e Agamennone cominciano a conversare sulle rispettive morti, l'una avvenuta durante la battaglia per mano di Paride e l'altra dopo il ritorno in patria per mano d'Egisto. Rivolgendosi l'Atride all'anima dell'appena morto pretendente Anfimedonte, gli chiede cosa abbia cagionato la morte di tanti giovani scelti, sentendosi rispondere che l'autore di quell'eccidio era stato Odisseo, volendo questi vendicarsi per i soprusi perpetuati da quelli durante la sua assenza ai danni del proprio patrimonio e della propria moglie. Dopo aver Anfimedonte sinteticamente narrato quanto accaduto in Itaca dopo la partenza di Odisseo, l'Atride esprime il suo elogio a Penelope, affermando che la sua gloria durerà a lungo e che si trova in antitesi con sua moglie Clitennestra. Arrivati Odisseo, Telemaco, Filezio ed Eumeo alla casa di Laerte, il re invita i tre a entrare e preparare il pranzo, mentre lui si sarebbe recato dal padre, per vedere se l'avrebbe riconosciuto o meno. Dopo essersi commosso per la penosa anzianità del genitore, Odisseo gli si avvicina, fingendo di averlo scambiato per un servo e ingannandolo affermando d'esser lì venuto per incontrare il re dell'isola, che secondo il suo racconto era stato da lui ospitato durante i suoi viaggi. Interrogato circa l'identità dell'isola, Laerte, prima di far domande al visitatore riguardo al suo incontro col figlio e la sua identità, risponde che quella è sì Itaca, ma che Odisseo non è più tornato dalla guerra, a suo parere morendo lungo il viaggio di ritorno, e che ora su di essa spadroneggiano alcuni giovani nobili, sentendosi rispondere che si trova al cospetto di Eperito, originario di Alibanto e lì portato dalle correnti. Dopo aver riposto che non aveva notizie di quel suo antico ospite da cinque anni, Odisseo, vedendo la conseguente disperazione dell'anziano genitore, lo abbraccia, facendosi riconoscere per mezzo della cicatrice e della capacità di elencare gli alberi presenti nell'esteso frutteto. Dopo aver espresso la sua preoccupazione per la vendetta degli itacesi dovuta all'omicidio dei pretendenti, Laerte rientra in casa e, prima di mangiare il pasto preparato dai tre accompagnatori del figlio, è lavato dalla fedele ancella Sicula e reso più imponente da Atena. Dopo essersi Laerte dispiaciuto per non aver potuto prender parte alla strage, i cinque uomini intenti al banchettare sono raggiunti da Dolio, marito di Sicula, che subito avrebbe riconosciuto, commosso, il proprio re. Mentre anche i nuovi arrivati vengono accolti al pranzo agreste, nonostante nessuno abbia apparentemente trapelato la notizia, la gente, scoperto ciò che era avvenuto nel palazzo, è incitata da Eupite, padre di Antinoo, a vendicarsi su Odisseo per aver fatto morire tanti giovani, e in guerra e dopo il suo ritorno. Dopo che Medonte ha ricordato come la vendetta di Odisseo si fosse compiuta con l'approvazione e il supporto degli dei, un successivo intervento di Aliterse divide l'assemblea, della quale una parte si ritrae terrorizzata e l'altra prende le armi, comandata da Eupite, destinato però a morire nella spedizione punitiva. Dopo che Zeus, invitato da Atena, ha deciso di concedere alle parti in causa la pacificazione, Odisseo, informato del fatto che gli itacesi si stiano avvicinando alla capanna, fa vestire a tutti gli uomini a lui fedeli le armi e, rivolgendosi a Telemaco dopo aver visto che Atena li accompagna sotto le mentite spoglie di Mentore, esprime la sua esortazione all'esser prodi, prontamente recepita dal figlio. Dopo che Laerte, incitato da Atena, ha ucciso Eupite lanciando un giavellotto, la dea ferma Telemaco e Odisseo dall'uccidere i nemici, poco dopo messi in fuga dalla sua terribile apparizione, denotata da un lampo di Zeus e rimarcata da un bellicoso grido di Odisseo che, ben felice, pur volendo passare al contrattacco, accetta la pacificazione col popolo propostagli dalla dea.

### Annotazioni al testo
1. ↑  L'opposizione di Poseidone è dovuta al fatto che Odisseo gli ha accecato il figlio Polifemo.
2. ↑  Atena in questo passo predice a Telemaco il futuro, affermando che suo padre non è morto ma che vaga per il mare, impedito da "gente selvaggia". Ciò non è vero, poiché al tempo suo padre si trovava sull'isola di Ogigia dalla ninfa Calipso.
3. ↑  I consigli dati da Atena al suo giovane anfitrione sono espressi in modo non chiaro e apparentemente contraddittorio. Atena afferma che nel caso Odisseo ritorni sarà questi a farsi vendetta. Nel caso, in contraddizione col vaticinio, non debba tornare, avverrà dell'altro: cacciati i pretendenti e rimandata sua madre a casa del padre di lei, non avute notizie del padre e potendone quindi certificare la morte, dovrà trovare un nuovo marito alla madre e uccidere i pretendenti.
4. ↑  Solo in questo frangente Telemaco "attonito in cuore" comprende di essere stato di fronte a una presenza divina.
5. ↑  Il concetto di pretendente assume in questo ambito un significato particolare. Ammesso che la dignità regale non passasse per via direttamente ereditaria, nonostante la presenza in patria di Odisseo avrebbe agevolato per suo figlio la salita al trono, in assenza del padre si apre una vera e propria lotta per la successione. Le vie per salire al trono potevano essere molteplici e la loro natura non è nota alla perfezione. Certamente, nonostante il verdetto potesse forse essere espresso dall'assemblea o vi potesse essere addirittura una lotta armata per la successione, l'essere marito della regina avrebbe agevolato la salita al trono. Lo stesso Odisseo, dopo vent'anni di assenza, non avrebbe più potuto rivendicare il trono (confermato in II, 246-251 da Leocrito).
6. ↑  I Proci in sede di banchetto si comportano in modo immorale e sono per ciò criticati da Atena.
7. ↑  Egizio è un anziano, ritenuto saggio: egli aveva quattro figli, dei quali uno morto con Odisseo poiché ucciso dal Ciclope, un altro che viveva come pretendente di Penelope tra i Proci e due che gli erano fedeli. Egizio ricorda come da quando se ne fosse andato Odisseo mai fosse stata raccolta l'assemblea, simbolo del crollo delle istituzioni.
8. ↑  Penelope aveva infatti promesso che avrebbe preso marito appena avesse completata la realizzazione di una tela che avrebbe fatto da sudario per Laerte, anziano padre dello sposo che sperava sarebbe presto ritornato vivo in patria. In virtù di questa speranza per allungare il tempo di realizzazione dell'opera nottetempo continuava a disfarla. Dopo che una donna a lei vicina aveva informato i pretendenti di questo fatto, era stata costretta a finirla contro la sua volontà. Questa questione è ripresa con le medesime parole pure in XIX, 130-161 da Penelope, e in XXIV, 128-150 dal fantasma di Anfimedonte.
9. ↑  Si tratta di due aquile che, venendo da un monte non precisato, si mettono a lottare proprio sopra l'assemblea.
10. ↑  Si verifica in questo frangente un profondo anacronismo. Ai tempi in cui era ambientato il poema, era uso fossero i pretendenti ad offrire doni, come più volte ricordato nei testi omerici. In questi passi, sembra sia già stata introdotta l'usanza secondo la quale è la famiglia d'origine ad offrire doni.
11. ↑  Aliterse è un anziano indovino, che prima della partenza di Odisseo gli aveva pronosticato il ritorno dopo vent'anni, previe molte avventure che avrebbero causato la perdita di tutti i compagni.
12. ↑  È particolare il concetto d'eredità nel caso dei sovrani ellenici, per i quali i beni personali erano nettamente separati da quelli della corona. Se questi ultimi passeranno direttamente al successore, quelli privati di Odisseo sarebbero invece lasciati senza un padrone nel caso della morte di Telemaco, ipotizzata da uno dei pretendenti durante il prossimo viaggio in mare. Euriclea prontamente afferma che però potrebbe essere anche una morte programmata per mezzo di un attentato, come poi infatti i pretendenti tenteranno di fare.
13. ↑  Le modalità con cui Nestore interroga il suo ospite sono uguali a quelle usate dal Ciclope per Odisseo (IX, 252-255); nella presentazione non si dà una connotazione negativa all'attività della pirateria, al contrario di quanto in XIV, 85-88.
14. ↑  Questa necessità era dettata dal fatto che Aiace Oileo aveva usato violenza a Cassandra, figlia di Priamo e sacerdotessa di Apollo, nel tempio di Atena. Questa vicenda è descritta in dettaglio solo in fonti posteriori ai poemi omerici; una veloce allusione è però presente in IX, 502.
15. ↑  Il personaggio che doveva farle la guardia era un aedo; da ciò si può dedurre che in epoca micenea questa categoria godesse di una reputazione superiore a quella che ebbe in un secondo momento.
16. ↑  Considerati i diffusi contatti marittimi dei Micenei cogli altri popoli che abitavano le sponde del Mediterraneo, lo svolgersi dei viaggi di Menelao in Oriente potrebbe essere letto come un'allusione a quelli.
17. ↑  Antiloco era morto in guerra difendendo suo padre Nestore da Memnone, re degli Etiopi, a sua volta fatto perire per mano d'Achille. Questi eventi erano narrati nell'Etiopide, poema epico del ciclo troiano andato poi disperso, attribuito dalle fonti ad Arctino di Mileto.
18. ↑  Il racconto di Elena apre una questione mai pienamente risolta nell'ambito dell'epica antica, ossia quella della moralità presente o meno nelle scelte di questa. Se l'Iliade non contiene aperte accuse nei confronti della donna, sovente presentata come strumento passivo della volontà di Afrodite e ricordata nel tradizionale proemio come oggetto di un ratto, nell'Odissea Elena riconosce una propria colpa e parallelamente ammette di essersi ravveduta via via che gli anni di soggiorno ad Ilio passavano. Il successivo discorso di Menelao tende però a smentire quanto sostenuto da Elena.
19. ↑  La descrizione dell'ambiente nel quale sarebbe morto Menelao offre un richiamo a quello dei Campi Elisi o Isole dei Beati, citate pure da Esiodo ne Le opere e i giorni, a 166-173. L'idea antica dell'immortalità degli eroi, esseri semi-divini, è estranea alle credenze omeriche.
20. ↑  Curioso è il ruolo della figura di Laerte nel poema, poiché rimane sempre un personaggio secondario a dispetto delle sue dignità sociale ed età; dato che non si parla del suo passato e del perché abbia abdicato, è probabile che sia una recente introduzione nella narrazione.
21. ↑  Si ritiene che l'inserimento nell'intreccio di questo episodio sia frutto dell'intervento di una seconda figura successiva all'autore originale, identificabile o con chi unì la Telemachia col resto del poema o con un rapsodo che inventò questi passi per poter narrare i canti V-XXIV separatamente dai precedenti, poiché 1) questo brano appare speculare a quello presentato in I, 22-95 2) molte parole sono riprese da altri passi dell'opera (II, 230-234; IV, 557-560, 700-702).
22. ↑  Riassumendo nel dialogo brevemente Ermes gli eventi relativi e successivi alla battaglia combattuta presso Ilio, allude a una ipotetica ira di Atena nei confronti di Odisseo. Questo fatto, in contrasto coi continui aiuti forniti dalla dea all'eroe, appare come un'arbitraria ed inesatta applicazione del motivo generale giustificante le disgrazie che colpirono gli eroi achei durante il loro ritorno a casa (III, 135 e segg.; IV, 502). È inoltre noto al lettore omerico fino dal proemio che colui che maggiormente osteggiò il ritorno di Odisseo in patria fu Poseidone, almeno a partire dall'episodio del Ciclope.
23. ↑  Per l'identificazione dell'isola di Calipso, se di alcuna utilità sono le indicazioni relative alla durata del viaggio, giacché tutti quelli di Odisseo durano o diciotto, come questo, o nove giorni, sono importanti i nomi delle costellazioni citate, che ci fanno supporre una collocazione nell'estremo occidente.
24. ↑  I Feaci, dopo che per un certo periodo di tempo erano rimasti ad abitare vicino ai Ciclopi venendo continuamente da questi depredati, si erano trasferiti sotto la guida del re Nausitoo nell'isola di Scheria: al tempo dell'arrivo di Odisseo il re era Alcinoo. L'isola dei Feaci era stata identificata dai Greci con Corfù, prossima ad Itaca: nonostante nel tempo siano state formulate anche altre teoria, nel poema questa terra è presentata come un luogo fiabesco e fuori dal mondo e non tanto come un posto realmente esistente. Non si dice mai che sia un'isola, ma lo si può dedurre da quanto in VI, 204.
25. ↑  Nella veloce descrizione che Nausicaa fa della città dei Feaci, sembra che questa ricalchi lo schema tipico delle colonie ioniche dell'VIII secolo a.C.: al contrario, il palazzo di Alcinoo sembra molto simile alle regge micenee, in palese anacronismo.
26. ↑  Questi consigli, ripetuti anche da Atena, lasciano trasparire un chiaro anacronismo consistente nel fatto che al tempo in cui era ambientata l'Odissea nessuna donna in Grecia godeva più di una tanto ampia autorità (provata da quanto fa in VII, 74; XI, 338.): nonostante Alcinoo non sia a lei subordinato, ciò lascia trasparire alcuni riferimenti al mondo miceneo, anacronistici se inseriti nel contesto cittadino vigente tra i Feaci.
27. ↑  L'accesso in città da parte di Odisseo è caratterizzato da una straordinaria circospezione non dovuta tanto all'inospitalità dei Feaci, popolo ben disposto nei confronti degli stranieri come provato in VIII, 32-33, ma al fatto che il commercio e la pirateria mettessero come naturale in contatto uomini prima mai vedutisi. Alla circospezione di coloro che accolgono si affianca quella del viaggiatore, che può essere sì ben accolto ma anche maltrattato, come capiterà ad Odisseo rispettivamente in VII, 167 e IX, 273, e deve quindi appellarsi alla benevolenza di Zeus (come in VI, 207-208.).
28. ↑  Nonostante quando ci viene detto che Alcinoo aveva cinquanta schiave sia necessario prendere questo numero come indicativo, esso denota un'allusione al periodo miceneo, durante il quale il numero dei servi nelle case principesche era maggiore.
29. ↑  Nel suo discorso Alcinoo evidenzia come i Feaci al pari dei Ciclopi, vicino ai quali abitavano in precedenza, e dei Giganti, siano esseri "prossimi agli dei".
30. ↑  Tale episodio, pur non essendoci noto, potrebbe essere dovuto al fatto che il primo volesse conquistare la città per forza, mentre il secondo con l'astuzia.
31. ↑  In ossequio alla tradizione dei Feaci, tutti i nomi alludono al mare e alla navigazione.
32. ↑  Il fatto che Odisseo sia un grande arciere è testimoniato dalla prova con l'arco; questo strumento era però ritenuto poco nobile e quindi fu eliminato dalle leggende, fino al punto da non comparire più se non come elemento connotativo di un personaggio (si vedano i casi di Eracle e di Filottete) o di particolari situazioni (si veda la celebre vendetta sui pretendenti).
33. ↑  La consegna dei doni era tradizionalmente un evento prossimo alla partenza, che però sarebbe stata rimandata al giorno successivo. Essa è preceduta dal racconto delle peripezie di Odisseo, caratterizzata da alcuni collegamenti col presente e anche da aggiunte successive.
34. ↑  Questo è l'unica tappa del viaggio nel quale Odisseo incontra un popolo storicamente identificabile con certezza.
35. ↑  Il tema dell'avventura nel paese dei Ciclopi è un qualcosa di abbastanza comune nella letteratura europea. Le caratteristiche di questa civiltà costituiscono un richiamo a quella primitiva.
36. ↑  Mai nel testo viene detto che il Ciclope abbia un occhio solo; questo carattere, necessario per la buona riuscita dell'impresa, doveva quindi essere a tutti noto.
37. ↑  Parallelamente alle avventure vissute sull'isola di Eolo, coi Lestrigoni, con le Sirene e con le vacche del Sole, anche questa appare ispirata da quelle vissute dagli Argonauti. Nella tradizione, l'isola di Eolo e quella di Circe si trovano a grande distanza, dato che l'una è sita nel Mediterraneo occidentale, l'altra in quello orientale.
38. ↑  Altri non erano se non uomini lì giunti e trasformati da Circe in guardiani nolenti per la sua dimora.
39. ↑  Considerato che la predizione di Tiresia sarà piuttosto limitata (XI, 100 e segg.) e che sarà invece Circe stessa a fornire informazioni importanti per il viaggio (XII, 37-141), la necessità di interrogare l'indovino tebano appare come un pretesto per introdurre nell'intreccio un evento precedentemente indipendente dalla trama.
40. ↑  Nei poemi omericil l'accesso dell'anima nel regno dei morti avviene in tempi e con modalità differenti a seconda dei passi. Se l'anima di Elpenore sembra aver ricevuto un trattamento parallelo a quella di Patroclo, in altri casi gli spiriti dei defunti scendono direttamente nell'Ade, e in altri ancora sono accompagnati da Ermes.
41. ↑  Questo passaggio narrativo appare ricco di profonde contraddizioni, dato che la risposta che Odisseo chiede a Anticlea gli era già stata fornita dall'indovino. Anticlea a sua volta devia il discorso, evitando ogni allusione alla reale situazione presente ad Itaca. Dato che Telemaco nei vv. 158-187 è descritto come un giovane fiorente, ciò appare in aperta contraddizione col fatto che l'incontro con Anticlea si sia svolto più di sette anni prima rispetto al ritorno in patria, quando Telemaco sarebbe stato poco più che un ragazzino.
42. ↑  Il fatto che la madre di Odisseo dica a questo di raccontare il suo viaggio nell'oltretomba a Penelope può suggerire questo passo inserito tardivamente fosse inizialmente posto dopo il ritorno in patria dell'eroe; altresì le leggende raccontate in seguito non fanno parte del mondo omerico, ma potrebbero essere state tratte dall'opera di Esiodo.
43. ↑  Questo addentramento di Odisseo nell'Ade appare contraddittorio rispetto al resto del canto: in primo luogo perché era stato detto in introduzione che non sarebbe andato oltre le porte degli Inferi, in secondo luogo perché in questi versi le anime sono presentate come aventi consistenza materiale e capacità intellettuali, quando nei primi erano state presentate come svolazzanti fantasmi.
44. ↑  Questo passaggio appare come non collegato logicamente all'episodio della discesa agli Inferi, dove tutto era stato svelato ad Odisseo da Tiresia: in questo passo, Odisseo afferma che se la dea non l'avesse avvertito, avrebbe fatto la fine di Agamennone.
45. ↑  La trasformazione del protagonista non è mantenuta con coerenza nel resto del poema: se Telemaco non era stato in grado di riconoscerlo in XVI, 172 e segg. e Eurimaco l'aveva schernito per la sua calvizie in XVIII, 355, Euriclea lo riconosce per mezzo della cicatrice in XIX, 380 e Filezio per il suo apparire di stirpe regale, parallelamente a Penelope (XX, 194 e XXI, 334-335): ciò significa che Odisseo non era apparso a questi ultimi come un'altra persona, ma come se stesso invecchiato, evidenziando come in Omero gli elementi magici lascino presto il passo a una narrazione realistica.
46. ↑  Il fatto che Telemaco inviti il suo ospite a recarsi dal suo peggior nemico, nonostante poi lo affiderà a Pireo, rende i confini di questo personaggio ancora meno definiti: introdotto da una lunga presentazione e presentato a Penelope come un uomo di tutto rispetto, ricompare in XX, 35 e segg. per oracolare, senza mai ottenere un ruolo ben definito nella trama: considerato il fatto che la presentazione dei personaggi nei poemi omerici è di lunghezza proporzionale alla loro importanza, Teoclimeno potrebbe aver fatto qualcosa di molto importante in un racconto parallelo non noto ai moderni.
47. ↑  Per la prima volta il poeta allude all'uso del ferro nella fabbricazione d'armi, tipico del suo tempo ma non della tecnologia propria dell'epoca in cui è ambientato il poema.
48. ↑  Per la prima volta in questo passo si fa riferimento alla giustizia divina, ignorata nell'Iliade e ripresa da Laerte in XXIV, 351-352.
49. ↑  L'offerta lavorativa di Eurimaco risulta offensiva poiché era quella che solitamente si faceva ai teti, diseredati privi di un proprio lavoro condannati altrimenti all'accattonaggio.
50. ↑  Il passo è in contrasto con quanto detto in XVI, 281-298 poiché le parole sono sì le medesime, ma qui l'azione si svolge con modalità diverse e in un diverso contesto: i due non lasciano da parte armi per potersene servire, l'idea è presentata come uno stratagemma nato in quel momento e i due non sono in presenza dei pretendenti, ma soli.
51. ↑  Nonostante in seguito (vv. 370-375) si ipotizzi perché Odisseo avesse scelto di farsi lavare da un'ancella anziana, questa strategia sembra controproducente al fine di non farsi riconoscere perché un'anziana già al servizio del palazzo prima della partenza l'avrebbe scoperto con maggior facilità. È probabile che la posticipazione del riconoscimento da parte di Penelope sia opera successiva, in quanto in una prima versione la coppia si sarebbe potuta riunire in quest'occasione.
52. ↑  Un simile intervento potrebbe far intendere che nell'intreccio primevo questo passo fosse successivo al riconoscimento di Odisseo da parte di Penelope.
53. ↑  Sono copiose le contraddizioni presenti negli ultimi due libri dell'opera, dovute al fatto che sopra un primo intreccio ne venne redatto un secondo, profondamente differente. Secondo quello oggi leggibile, Odisseo interrompe la scena del riconoscimento per dedicarsi allo scampare la vendetta dei parenti dei pretendenti: la scena del riconoscimento è posticipata. Il passo in cui si narra che un'ancella si sia presa cura del suo re per organizzare una fantomatica festa appare in contraddizione col fatto che il mutamento nell'aspetto di Odisseo non provoca cambiamenti nel comportamento di Penelope, che in vv. 174-180 riprende quanto detto in seguito. Questa scena appare quindi solo come un pretesto per introdurre una conclusione alternativa, pretesto per di più mal integrato nel contesto narrativo. Secondo una prima versione, il riconoscimento sarebbe stato successivo alla strage, evitando un richiamo alle successive lotte per la riconquista del potere, e il poema si sarebbe concluso con l'incontro tra Odisseo e Penelope, la seconda finalmente conscia dell'identità di quello che fino a poco tempo prima aveva sempre creduto un mendico.
54. ↑  Secondo molti critici antichi e moderni l'Odissea nella prima redazione si sarebbe conclusa con questa scena.
55. ↑  La pacificazione con cui si chiude il canto assume un carattere quasi miracoloso per il fatto che i parenti dei pretendenti, non essendo presente un'istituzione giudiziaria, stessero compiendo una legale vendetta contro chi aveva assassinato i loro congiunti.

### Fonti al testo
1. ↑  vv. 11-21.
2. ↑  vv. 22-95.
3. ↑  vv. 96-112
4. ↑  vv. 113-143.
5. ↑  vv. 155-305.
6. ↑  vv. 144-154.
7. ↑  vv. 325-424.
8. ↑  vv. 425-444.
9. 1 2  vv. 1-14.
10. ↑  vv. 15-81.
11. ↑  vv. 82-128.
12. ↑  vv. 129-156.
13. ↑  vv. 157-207.
14. ↑  vv. 208-259.
15. ↑  vv. 260-295.
16. ↑  vv. 296-336.
17. ↑  vv. 337-412.
18. ↑  vv. 412-434.
19. ↑  vv. 1-64.
20. ↑  vv. 65-101.
21. ↑  vv. 201-252.
22. ↑  vv. 253-355.
23. ↑  vv. 356-384.
24. ↑  vv. 385-403.
25. ↑  vv. 404-472.
26. ↑  vv. 473-497.
27. ↑  vv. 1-67.
28. ↑  vv. 68-112.
29. ↑  vv. 113-182.
30. ↑  vv. 183-295.
31. ↑  vv. 296-331.
32. ↑  vv. 332-592.
33. ↑  vv. 593-624.
34. ↑  vv. 625-674.
35. ↑  vv. 675-714.
36. ↑  vv. 715-767.
37. ↑  vv. 768-786.
38. ↑  vv. 787-841.
39. ↑  vv. 842-847.
40. ↑  vv. 1-42.
41. ↑  vv. 43-148.
42. ↑  vv. 149-227.
43. ↑  vv. 228-261.
44. ↑  vv. 262-281.
45. ↑  vv. 282-312.
46. ↑  vv. 313-364.
47. ↑  vv. 365-398.
48. ↑  vv. 399-462.
49. ↑  vv. 463-493.
50. ↑  vv. 1-19.
51. ↑  vv. 20-47.
52. ↑  vv. 48-78.
53. ↑  vv. 78-109.
54. ↑  vv. 110-138.
55. ↑  vv. 139-197.
56. ↑  vv. 198-250.
57. ↑  vv. 251-320.
58. ↑  vv. 321-331.
59. ↑  vv. 1-13.
60. ↑  vv. 14-45.
61. ↑  vv. 46-77.
62. ↑  vv. 78-132.
63. ↑  vv. 133-177.
64. ↑  vv. 178-229.
65. ↑  vv. 230-333.
66. ↑  vv. 334-347.
67. ↑  vv. 1-45.
68. ↑  vv. 44-71.
69. ↑  vv. 72-103.
70. ↑  vv. 104-130.
71. ↑  vv.131-233.
72. ↑  vv. 234-366.
73. ↑  vv. 367-384.
74. ↑  vv. 385-453.
75. ↑  vv. 454-468.
76. ↑  vv. 469-531.
77. ↑  vv. 532-586.
78. ↑  vv. 1-38.
79. ↑  vv. 39-61.
80. ↑  vv. 62-81.
81. ↑  vv. 82-104.
82. ↑  vv. 105-169.
83. ↑  vv. 170-215.
84. ↑  vv. 216-230.
85. ↑  vv. 231-306.
86. ↑  vv. 307-335.
87. ↑  vv. 336-374.
88. ↑  vv. 375-414.
89. ↑  vv. 415-443.
90. ↑  vv. 444-460.
91. ↑  vv. 461-542.
92. ↑  vv. 543-566.
93. ↑  vv. 1-79.
94. ↑  vv. 80-132.
95. ↑  vv. 133-197.
96. ↑  vv. 198-243.
97. ↑  vv. 244-273.
98. ↑  vv. 274-306.
99. ↑  vv. 307-374.
100. ↑  vv. 375-405.
101. ↑  vv. 406-468.
102. ↑  vv. 469-540.
103. ↑  vv. 541-574.
104. 1 2  vv. 1-50.
105. ↑  vv. 51-83.
106. ↑  vv. 84-89.
107. ↑  vv. 90-151.
108. ↑  vv. 152-224.
109. ↑  vv. 225-332.
110. ↑  vv. 333-384.
111. ↑  vv. 385-464.
112. ↑  vv. 465-540.
113. ↑  vv. 541-567.
114. ↑  vv. 568-629.
115. ↑  vv. 629-640.
116. ↑  vv. 1-30.
117. ↑  vv. 31-142.
118. ↑  vv. 143-164.
119. ↑  vv. 165-200.
120. ↑  vv. 201-259.
121. ↑  vv. 260-311.
122. ↑  vv. 312-338.
123. ↑  vv. 339-373.
124. ↑  vv. 374-396.
125. ↑  vv. 397-419.
126. ↑  vv. 420-453.
127. ↑  vv. 1-62.
128. ↑  vv. 63-124.
129. ↑  vv. 125-187.
130. ↑  vv. 188-216.
131. ↑  vv. 217-286.
132. ↑  vv. 287-360.
133. ↑  vv. 361-371.
134. ↑  vv. 371-440.
135. ↑  vv. 1-71.
136. ↑  vv. 72-110.
137. ↑  vv. 111-190.
138. ↑  vv. 191-359.
139. ↑  vv. 360-456.
140. ↑  vv. 457-533.
141. ↑  vv. 1-55.
142. ↑  vv. 56-146.
143. ↑  vv. 147-181.
144. ↑  vv. 182-221.
145. ↑  vv. 222-230.
146. ↑  vv. 231-339.
147. ↑  vv. 340-379.
148. ↑  vv. 380-495.
149. ↑  vv. 496-507.
150. ↑  vv. 508-557.
151. ↑  vv. 1-41.
152. ↑  vv. 42-129.
153. ↑  vv. 130-155.
154. ↑  vv. 156-176.
155. ↑  vv. 177-219.
156. ↑  vv. 220-320.
157. ↑  vv. 321-350.
158. ↑  vv. 351-408.
159. ↑  vv. 409-451.
160. ↑  vv. 452-481.
161. ↑  vv. 1-60.
162. ↑  vv. 61-165.
163. ↑  vv. 166-203.
164. ↑  vv. 204-260.
165. ↑  vv. 261-327.
166. ↑  vv. 328-373.
167. ↑  vv. 374-491.
168. ↑  vv. 492-550.
169. ↑  vv. 551-588.
170. ↑  vv. 589-606.
171. ↑  vv. 1-107.
172. ↑  vv. 108-157.
173. ↑  vv. 158-205.
174. ↑  vv. 206-303.
175. ↑  vv. 304-345.
176. ↑  vv. 346-411.
177. ↑  vv. 412-428.
178. ↑  vv. 51-95.
179. ↑  vv. 96-202.
180. ↑  vv. 203-307.
181. ↑  vv. 308-385.
182. ↑  vv. 386-466.
183. ↑  vv. 467-502.
184. ↑  vv. 503-604.
185. ↑  vv. 1-57.
186. ↑  vv. 58-90.
187. ↑  vv. 91-162.
188. ↑  vv. 163-239.
189. ↑  vv. 240-344.
190. ↑  vv. 345-394.
191. ↑  vv. 1-56.
192. ↑  vv. 57-95.
193. ↑  vv. 96-135.
194. ↑  vv. 136-187.
195. ↑  vv. 188-241.
196. ↑  vv. 242-272.
197. ↑  vv. 273-310.
198. ↑  vv. 311-342.
199. ↑  vv. 343-379.
200. ↑  vv. 380-434.
201. ↑  vv. 1-94.
202. ↑  vv. 95-125.
203. ↑  vv. 126-159.
204. ↑  vv. 160-202.
205. ↑  vv. 203-240.
206. ↑  vv. 241-309.
207. ↑  vv. 310-380.
208. ↑  vv. 381-479.
209. ↑  vv. 480-501.
210. ↑  vv. 1-84.
211. ↑  vv. 85-110.
212. ↑  vv. 111-162.
213. ↑  vv. 205-255.
214. ↑  vv. 256-343.
215. ↑  vv. 344-372.
216. ↑  vv. 15-97.
217. ↑  vv. 98-204.
218. ↑  vv. 205-360.
219. ↑  vv. 361-411.
220. ↑  vv. 412-466.
221. ↑  vv. 467-548.